# Таруса
Тару́са — город в России, административный центр Тарусского района Калужской области.
Образует одноимённое муниципальное образование город Таруса со статусом городского поселения как единственный населённый пункт в его составе.
Расположен у впадения реки Тарусы в реку Оку, в 36 км от Серпухова, в 70 км от Калуги. Благодаря своему уникально сохранившемуся облику — большинство зданий одноэтажные, построенные в XIX веке — город имеет статус природно-архитектурного заповедника, внесён в перечень исторических городов России.

## Этимология
Название город получил по реке Таруса (ранее Торуса, также Таруска), на которой был основан. По оценке Е. М. Поспелова, гидронимическая основа тар характерна для зоны древнего балтийского расселения (ср. реки Таруса, Тарусна, Тарушкай и др.).

## Характеристика

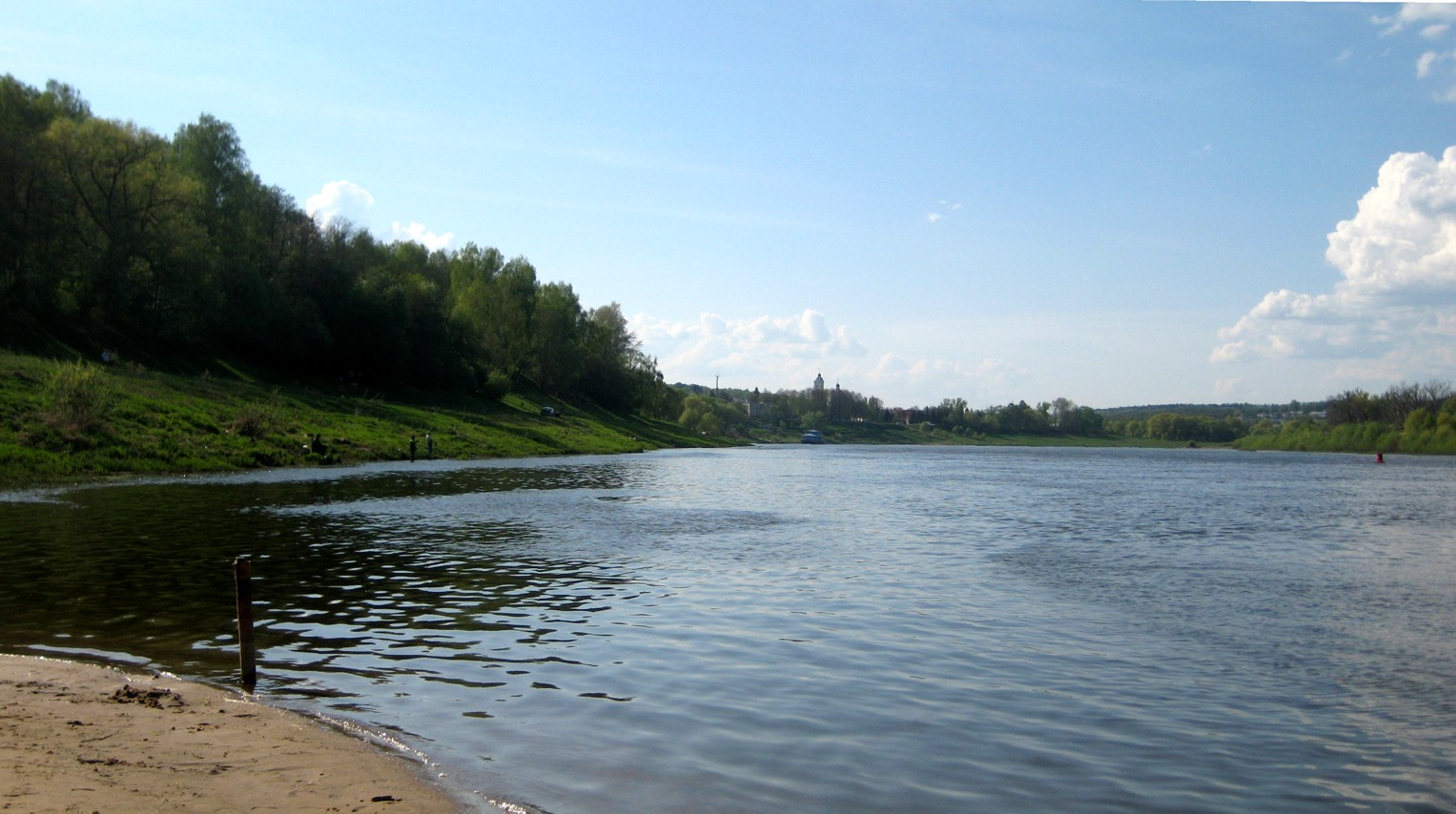
Вид на Тарусу с Оки.

Город Таруса расположен на высоком левом берегу реки Оки при впадении в неё реки Тарусы. Железной дороги нет, и поэтому город оказался менее подвержен ходу времени и индустриализации. Большинство зданий — одно- и двухэтажные дома, находящиеся на собственных участках земли.
Я живу в одном маленьком городе на Оке. Он так мал, что все его улицы выходят или к реке с её плавными и торжественными поворотами, или в поля, где ветер качает хлеба, или в леса, где по весне буйно цветёт между берёз и сосен черёмуха... (К. Паустовский)
Таруса и её окрестности находятся на севере Средне-русской возвышенности в междуречье Оки и Протвы
В Тарусском районе имеются месторождения глин, пригодных для изготовления кирпича, керамзитовых глин (благодаря чему город известен своим производством керамики), а также строительных песков и строительных известняков, минеральных вод, ведутся заготовки древесины. В окрестностях города добывался пригодный для строительства и обработки известняковый камень, который использован в строительстве многих зданий (цокольные части и этажи) в Москве и Серпухове. По прочности и лёгкости обработки местный известняк не уступает мрамору, поэтому строители называли его «тарусским мрамором». Он добывается в Игнатовском карьере.

## Известные уроженцы
Епископ Феофилакт (Губин) — епископ Кавказский, почитается как святой.

## История

### XIII—XV века
Древнерусский детинец Тарусы возник на месте более древнего поселения мощинской культуры в XI веке. Он находился на месте нынешнего городского кладбища в 800 м выше устья реки Тарусы. В начале XIII века поселение преобразовалось в город. Согласно родословным верховских князей XVI века, первым тарусским князем был сын убитого в 1246 году в Золотой Орде Михаила Всеволодовича черниговского Юрий, и на основании этого датой первого упоминания города считается 1246 год.
В Полном собрании русских летописей город впервые упоминается в 6900 (1392 году от Р. Х.), когда сын Дмитрия Ивановича Донского, московский князь Василий I, ездил в Орду и купил ярлык на княжение в Городце, Муроме, Мещере, Нижнем Новгороде и Тарусе.
На тарусской земле было найдено более 30 археологических памятников, представляющих все периоды освоения долины Оки человеком. Самые ранние из найденных следов его обитания в этой местности относятся к XV веку до нашей эры. На основании археологических исследований исследователи предполагают, что Таруса сложилась как город на рубеже XI и XII веков, что лет на полтораста раньше первого упоминания о Тарусе в летописях.
За время своей истории побывал центром удельного княжества, собственного княжества и снова удельного княжества, с конца XIV века в Московском Великом княжестве: после смерти в Орде св. Михаила Черниговского Таруса отделилась от Черниговского княжества, образовав самостоятельный удел (см. Верховские княжества), и досталась в удел четвёртому его сыну Юрию, потомки которого княжили до 1392 г.. В 1375 году три князя — тарусский, оболенский и московский — подписали договор дружбы «как один человек». Объединённые московская, тарусская и оболенская дружины вместе сражались против литовцев. В 1380 году тарусские князья — братья Фёдор и Мстислав — сражаются под знамёнами Дмитрия Донского на Куликовом поле. В XIV веке тарусский удел начал дробиться на ряд более мелких образований. Тарусские князья управляли своей вотчиной до 1392 года, когда она была присоединена Василием I Дмитриевичем к Московскому княжеству и ликвидирована как самостоятельное государственное образование.
Когда Иван III решил покончить с игом, в 1472 году хан Большой Орды Ахмат начал поход на Русь. У Тарусы татары встретили многочисленное русское войско. Все попытки ордынцев переправиться через Оку были отбиты. Ордынскому войску удалось сжечь город Алексин, однако поход в целом окончился провалом. Иван III отдал Тарусу младшему брату Андрею Меньшому в 1472 году.

### XVI—XVII века
В середине XV веке Тарусой недолго владели литовцы. Только в 1508 году после длительной борьбы литовский князь Сигизмунд был вынужден отказаться от притязаний на Тарусу и другие города калужской земли. В начале XVI века в устье реки Тарусы был построен новый Тарусский кремль квадратной формы. В первой четверти XVI века московские князья отдали Тарусские земли валашскому господарю Богдану, но затем опять присоединили их к Москве.
Город неоднократно подвергался нападениям крымских татар (1521 (Мехмед I Гирей), 1591 гг. и др.) — как говорил летописец: «лезли татарове Оку под Тарусою». В XVI—XVII веках Таруса — важный укреплённый пункт «береговой» защиты (по Оке) на южных подступах к Москве. Она входила в состав стратегической линии «Берег» реки Оки и была сильно укреплена. Постепенно место Тарусы как крепости-защитника занял город Алексин, куда для постоянной дислокации был переведён полк «правой руки». Тарусский кремль сгорел в начале Смутного времени и более не восстанавливался. В 1654 году в городе свирепствовала эпидемия чумы. К 1681 году в Тарусе оставалось лишь 20 жилых дворов. В XVIII веке укрепления больше уже не поддерживались, и в 1760 году они были размыты разливом реки. Ежегодно летом в Тарусе устраивалась небольшая трёхдневная Петровская ярмарка, куда привозили ткани, москательные и прочие товары.
Таруса была родовым гнездом предков Петра I: дед его матери, Натальи Кириловны Нарышкиной фигурирует в Боярской книге 7135 года (1627) в числе дворян по городу Тарусе: «Полуехт Иванов сын Нарышкин. Поместный оклад ему 600 чети; служит по выбору». Таким образом, ещё в начале XVII века дед царицы Натальи Кирилловны принадлежал и по окладу поместному, и по службе к числу значительных помещиков Тарусских: владея 600 четей, он служил по выбору, то есть в первой статье дворян.
В документах 1671—1672 гг. Таруса упоминается в списке городов, где воеводам запрещалось препятствовать деятельности московских и других «торговых людей… соляных и хлебных промышленников».

### XVIII век
В 1708 году Таруса была приписана к Московской губернии, в 1719 году с уездом отошла к Серпухову, в 1776 году назначена уездным городом Тарусского уезда Калужского наместничества, переименованного в 1796 году в Калужскую губернию. Таруса получила собственный герб — серебряный щит, вдоль которого сверху вниз шла голубая полоса, изображавшая протекающую через город реку Тарусу. В 1779 году здесь произошёл опустошительный пожар, после которого город перепланировался по регулярному, очень удачному плану. Планировка того времени сохранилась и доныне. Основная производственная мощность на тот период — толчёная мельница, на которой толкли пеньку, которую затем отправляли в Серпухов на производство купцов Кишкиных.

### XIX век

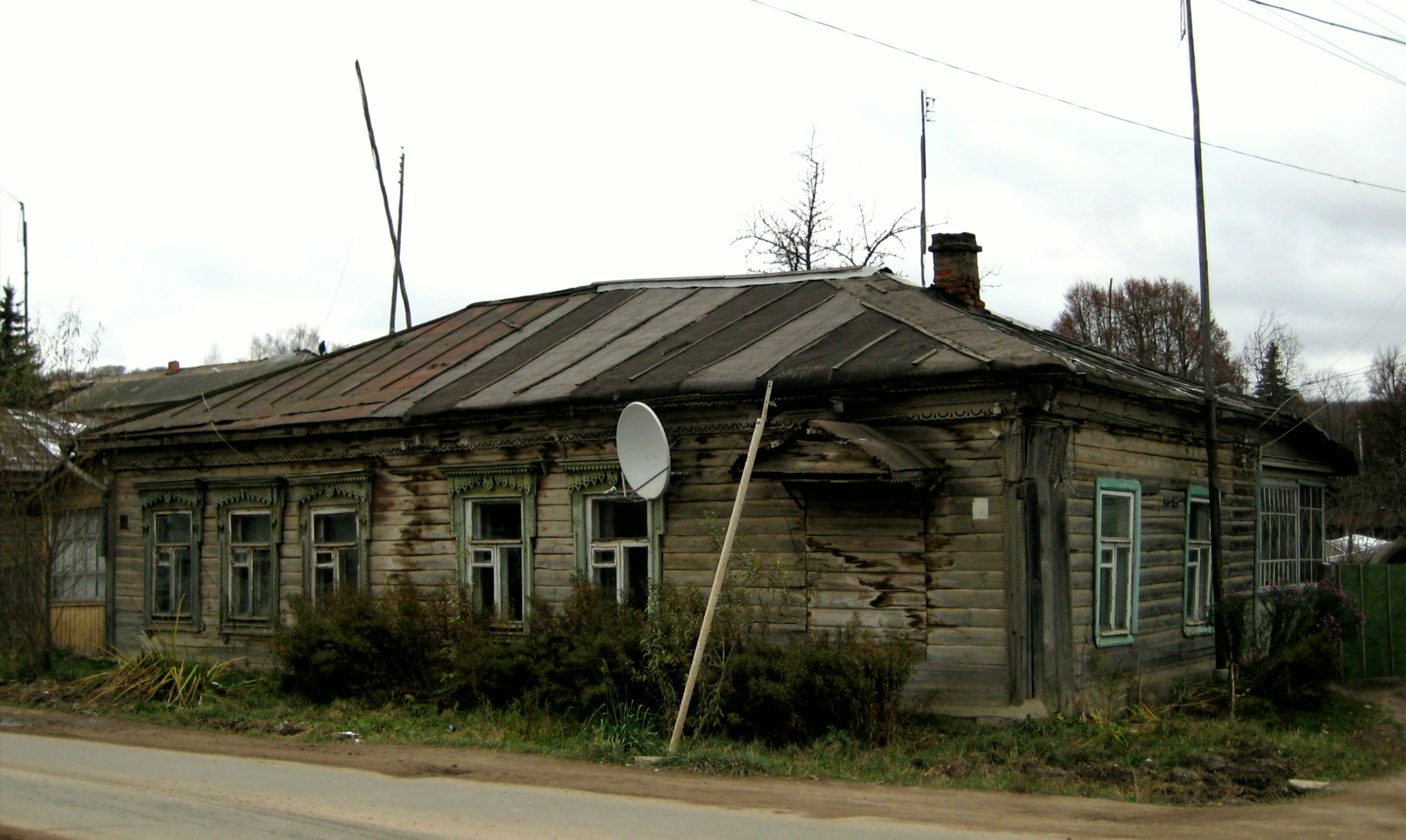
Деревянный дом в Тарусе

К началу XIX века в Тарусе проживало около 600 жителей, имелось 70 домов, две церкви и один небольшой кирпичный заводик, где работало всего 10 человек. Главной характеристикой города продолжали быть медленное развитие, удалённость от торговых маршрутов, второстепенность по сравнению с Серпуховым и Алексиным.
В период Отечественной войны 1812 года Таруса, где не было военных действий, — ближайший тыловой город, через который русская армия снабжалась продовольствием. В ней были созданы семь конных «летучих» постов, которые постоянно следили за продвижением французских войск, ежедневно доставляя сведения в Калугу.
В 1837 году в городе числилось 217 домов, восемь лавок, бумажно-ткацкая фабрика и кожевенный завод. К середине XIX века в городе проживало уже около трёх тысяч человек, открылось первое уездное училище, больница, аптека, работали бумажно-ткацкая фабрика и кожевенный завод.
В 1864—1871 годах в Калужской губернии проведена земская реформа. В 1870 году по специальному архитектурному проекту построена каменная 3-этажная земская больница, что обошлось местному земству в 14 тысяч рублей (ныне в здании находится Тарусская школа искусств). К 1870 году каждый десятый житель Тарусы был причислен к купеческому сословию, каждый второй — к мещанскому, каждый шестой — крестьянин. «Но город уже не мог прокормить своих обитателей. Земли городской было мало (150 десятин), река Таруса торгового или промышленного значения не имела. Жители уходили на заработки в Москву. Лишь незначительная часть их пыталась заниматься ремёслами (40 человек) и торговлей, да ещё найти работу на одной из ткацких фабрик округи». В городе находились Свято-Троицкая женская община (169 монахинь), а в 1894 году основано братство во имя Пресвятой Богородицы для борьбы с хлыстовщиной в уезде.
Самая известная купеческая семья Тарусы в XIX веке — Поздняковы, Глава рода — Лаврентий Васильевич, городской голова Тарусы в 1810—1812 гг. Его сын, Василий Лаврентьевич, также был городским головой с 1842 по 1845 гг. Другой сын, Яков, владел ситцевой фабрикой и трактирами.
С конца XIX века благодаря своей живописности Таруса стала популярным местом отдыха. В начале XX века, как утверждают, с лёгкой руки художников Василия Поленова и В. А. Ватагина её прозвали «русским Барбизоном». Город привлёк множество деятелей культуры, искавших спокойную полудеревенскую жизнь. В 1890-е годы сюда хлынула масса художников-пейзажистов, облюбовавших городок за необычайную живописность его улочек и окрестностей. Первая волна интеллигенции, приехавшей в Тарусу — Поленовы, Цветаевы, Борисов-Мусатов, Ватагин, Виноградовы.
Паустовский писал: Пожалуй, нигде поблизости от Москвы не было мест таких типично и трогательно русских по своему пейзажу. В течение многих лет Таруса была как бы заповедником этого удивительного по своей лирической силе, разнообразию и мягкости ландшафта. Недаром ещё с конца XIX века Таруса стала городом художников, своего рода нашим отечественным Барбизоном. Здесь жили Поленов и тончайший художник Борисов-Мусатов, здесь живут Крымов, Ватагин и многие наши художники. Сюда каждое лето приезжает на практику молодёжь из московских художественных институтов. За художниками потянулись писатели и учёные, и Таруса сделалась своего рода творческой лабораторией и приютом для людей искусства и науки.

### XX век
В XIX веке сообщение с Москвой было железнодорожным (от Москвы поездом до ст. Тарусская Московско-Курской железной дороги, станция расположена в 20 км на другом берегу реки Оки (посёлок Заокский Тульской области) и далее по шоссейной дороге. Ранее существовал наплавной плашкоутный мост через Оку. Он распускался для прохода судов и смыкался вручную.
Ватагин вспоминал о Тарусе начала XX века: «Подъезжаешь к Тарусе на пароходе или с тульского берега — хоть город, как на ладошке, а его почти не видно из-за садовой зелени, только маяками видны собор и церковь на Воскресенской горке. А весной, когда цветут яблони, Таруса красуется, как невеста в подвенечном платье… А луга какие заливные по Оке и по Таруске, какие травы и цветы — их не везде в средней полосе встретишь. Ока течёт с юга и приносит к нам и аспарагус, и энотерум, шалфей, и ломонос, и редкостный кирказон и орхидеи. На окские заливные луга ботаники приезжают собирать эти редкие растения».

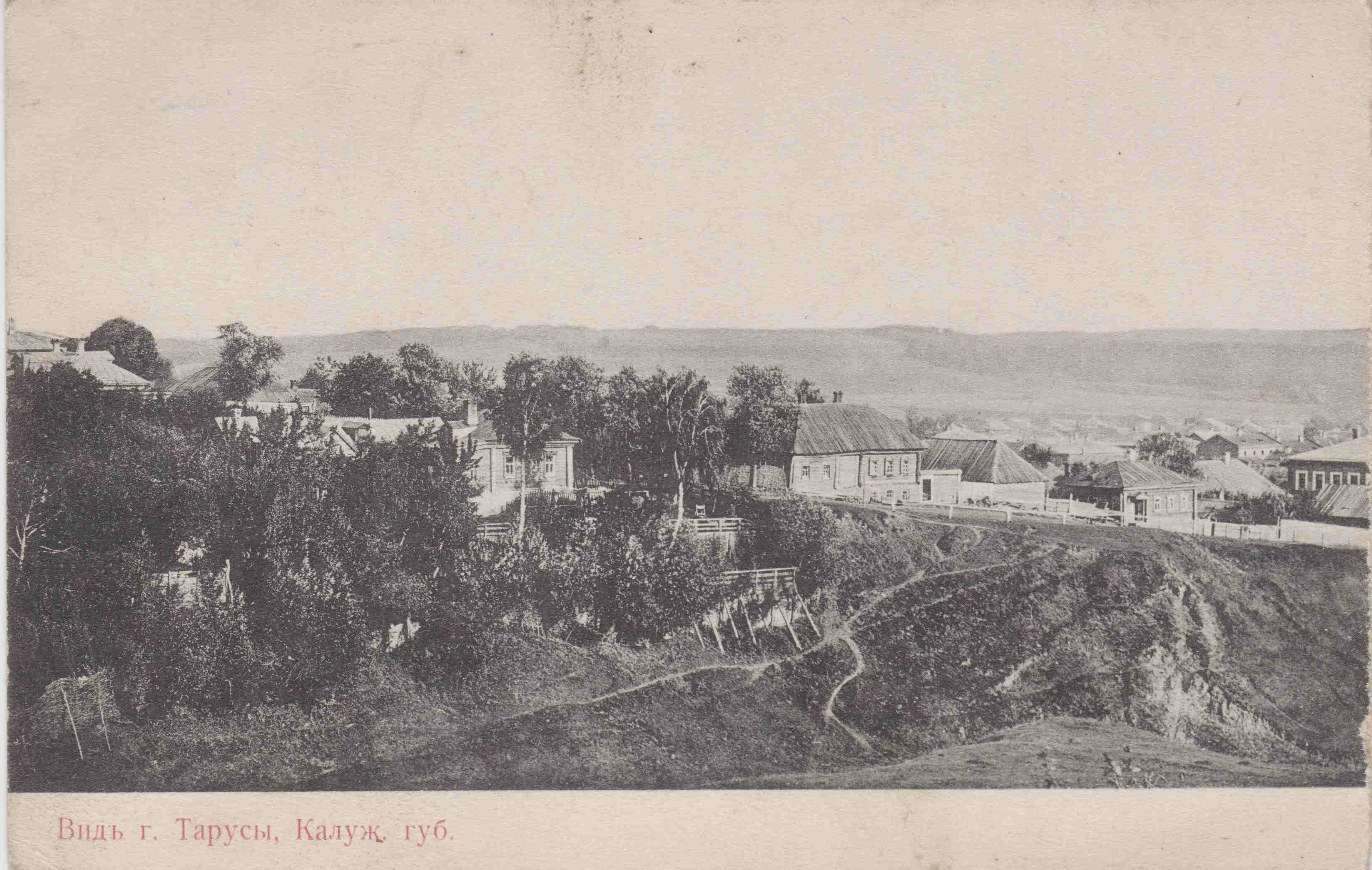
Таруса на открытке рубежа XIX—XX веков

В 1915 году В. Д. Поленов организовал в городе народный дом, который открылся постановкой оперы самого Поленова «Призраки Эллады» Также в нардоме ставились «Король Лир», «Отелло», «Псковитянка».
Советская власть в Тарусе была установлена 27 декабря 1917 года. В 1929 году город становится районным центром Тарусского района Серпуховского округа Московской области. В 1930-х годах случилась новая волна «эмиграции» в Тарусу. Город был расположен за 101-м километром, и поэтому туда после отбытия заключения на постоянное место жительства отправляли «политических». Общество там образовалось очень интеллектуальное. С 1937 года Таруса — районный центр Тульской области, с 1944 года — Калужской.

С 24 октября по 19 декабря 1941 года город был оккупированных немецкими войсками, но заметным разрушениям не подвергся. Мост через р. Тарусу на шоссе в сторону Серпухова был взорван отступающими войсками Красной армии. Впоследствии восстановлен.

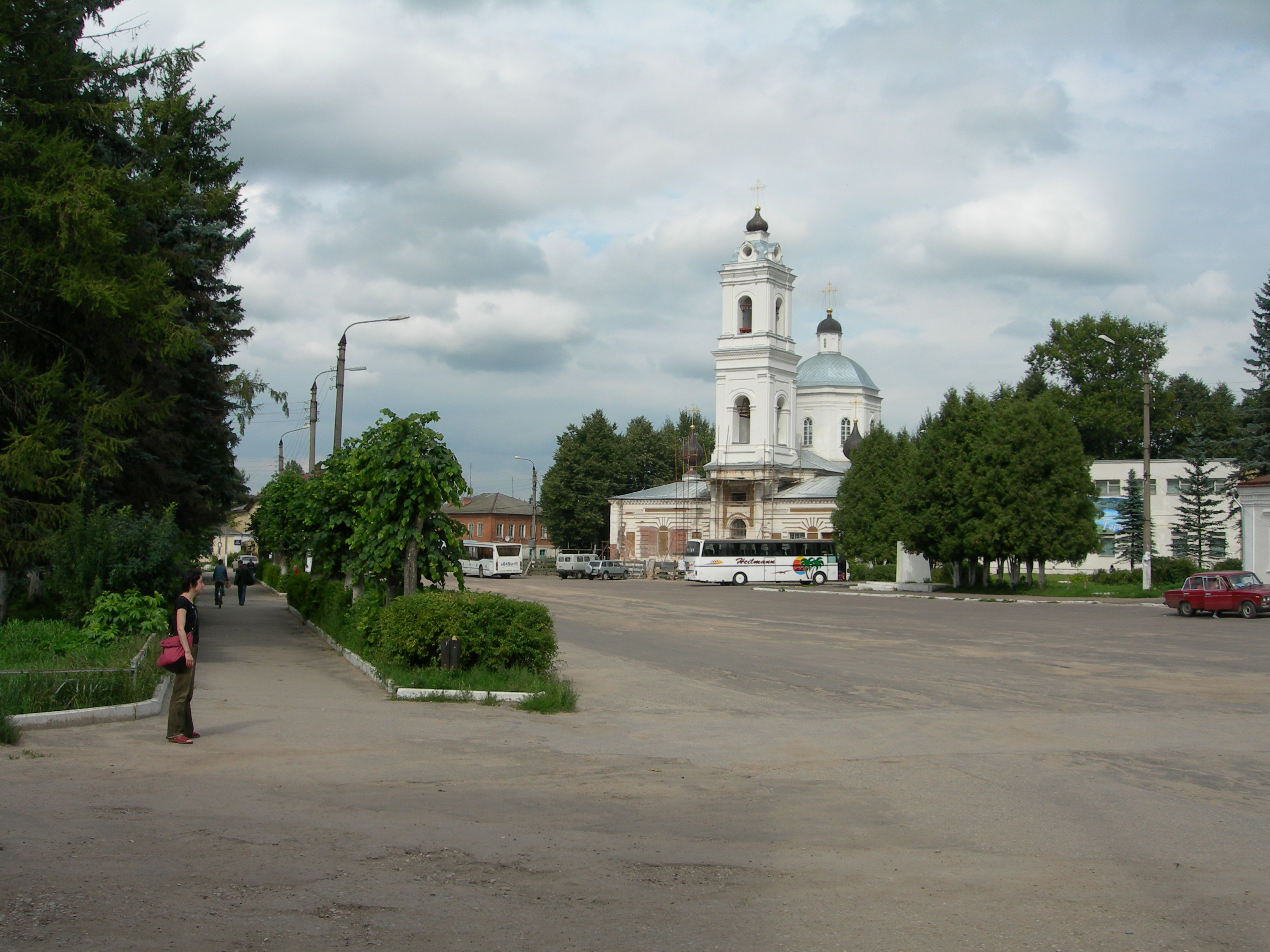
Площадь Ленина и собор Петра и Павла в 2006 году

Благодаря настойчивым публицистическим выступлениям в центральной прессе (газета «Правда») писателя Константина Паустовского, в послевоенное время купившего на окраине Тарусы домик, город был относительно благоустроен и получил неофициальный статус курортного места Подмосковья. Закрыли карьер по добыче известняка. Тарусу подключили к центральным ЛЭП. Значительные средства были выделены для благоустройства города и окрестностей.
В Тарусе Паустовский принимал многочисленных коллег, друзей, учеников и почитателей своего творчества, среди них Самуил Алянский, Николай Заболоцкий, Ариадна Эфрон, Николай Оттен, Булат Окуджава, Борис Слуцкий, Юрий Казаков, Маргарита Алигер, Борис Балтер, Кирилл Зданевич, Алексей Баталов, Лидия Делекторская, Надежда Мандельштам.
Паустовскому также удалось объединить местные литературные силы, создать литературное объединение, в котором он выступал литературным наставником. В Тарусе же Паустовский проводил заседания редколлегий созданных по его инициативе альманахов «Литературная Москва» (1956) и «Тарусские страницы» (1961).
В 1961 году на волне оттепели альманах «Тарусские страницы» удалось выпустить. Ответственность за выход взял на себя секретарь обкома по идеологии Алексей Сургаков, разрешивший не пропускать тексты через московскую цензуру.
Публикация книги без предварительной цензуры в Москве было признано ошибкой на уровне ЦК КПСС, напечатанные экземпляры постарались изъять.
В начале 1970-х город стал любимым пристанищем диссидентов. Также продолжалась традиция 101-го километра. Здесь, дожидаясь визы на выезд из СССР, жил Иосиф Бродский; гостил автор нашумевшего самиздатовского сборника «Белые страницы» Александр Гинзбург, построил себе дачу Святослав Рихтер, сюда приезжал Солженицын. Писатель В. Осипов вспоминает, как в 1983 году, живя в Тарусе после двух сроков заключения под гласным административным надзором, заглянул в Сутормино к знакомым буквально на полчаса и был приговорён судом к штрафу за «нарушение административного надзора», так как пересёк невидимую городскую черту Тарусы.

Борис Мессерер вспоминает о своей жизни в Тарусе с женой Беллой Ахмадулиной: «Обожаю эти места, среднерусский пейзаж. Лучше него, по-моему, не бывает в России. Он привлекает красотой, природой, раздольем. В начале 1975 года мы с Беллой приехали сюда в первый раз и стали жить в доме Святослава Теофиловича Рихтера в 10 километрах от Тарусы, в деревне Алекино. Там он построил себе такую башню, три сруба, поставленных один на другой. В этой башне мы жили счастливым образом. Потом у нас вошло в привычку каждый год приезжать в Тарусу. (…) Белла полюбила эти места. К тому же они за 101-м километром, то есть здесь разрешалось жить политическим элементам (и уголовным тоже). Сюда приезжало много знаменитых диссидентов: Анатолий Марченко, Лариса Богораз и другие. У Беллы был круг общения, компанию нам составляли всегда лучшие, интересные люди. Мы бродили, заходили во всякие шалманчики, выпивали по рюмочке, разговаривали о том, как всё заброшено и что, впрочем, есть ростки жизни сквозь равнодушие власти».

Стала излюбленным местом, своеобразной творческой мастерской для многих писателей, поэтов, переводчиков. Здесь жили Анатолий Виноградов, Марина и Анастасия Цветаевы, Борис Пильняк, Иван Касаткин, Константин Паустовский, Николай Заболоцкий, Николай Богданов, Лев Кривенко, Юрий Казаков, Сергей Крутилин, Алексей Шеметов, Сергей Михеенков, Анатолий Салуцкий. Часто бывали Леонид Бородин, Булат Окуджава, Юрий Власов, Валентин Волков, многие другие. В конце 1930-х и до войны в Тарусе проживали переводчики Николай Любимов, Нина Дарузес, Иван Кашкин, Вильгельм Левик.

### XXI век
29 февраля 2008 года в Тарусе на благотворительные средства Благотворительного фонда «Общество помощи Тарусской больнице» усилиями врача Максима Осипова открылся Межрайонный кардиологический центр. Однако уже 3 марта главврач больницы И. В. Олейникова распоряжением заместителя главы администрации Тарусского района А. Б. Крюкова была уволена по обвинению в расхищении денежных средств (хотя по свидетельству спонсоров передавалось только оборудование, лекарства и стройматериалы для ремонта). В больнице был произведён обыск, а врачей обвинили в «работе на ЦРУ». Дело получило большой резонанс и было взято на контроль губернатором Калужской области Анатолием Артамоновым. После разбирательства был объявлен выговор министру здравоохранения области, уволен зам по нацпроектам и глава администрации Тарусского района Юрий Нахров. 20 марта 2008 года Олейникова была восстановлена в должности.
В 2016 году житель Тарусы, бизнесмен и популяризатор искусства мозаики Исмаил Ахметов стал лауреатом премии «Меценат года», в частности, за устройство Тарусской детской школы искусств в здании бывшей больницы и основание Дома литераторов в отреставрированном бывшем здании клуба-столовой Дома отдыха им. Куйбышева.
20 октября 2020 года городская дума решила переименовать 16 улиц, вернув им исторические названия. Решение вызвало общественный резонанс и недовольство части жителей города, депутатов от КПРФ. Поддержали его члены правления фонда «Тарусское наследие». 25 марта 2022 года решение о переименовании было отменено большинством голосов депутатов городской думы.

## Население
| 1857  | 1897    | 1913    | 1920    | 1923    | 1926  | 1931  | 1939  | 1959  | 1970  | 1979  | 1989  |
| ----- | ------- | ------- | ------- | ------- | ----- | ----- | ----- | ----- | ----- | ----- | ----- |
| 2795  | ↘1989   | ↘1751   | ↘1740   | ↗1778   | ↗1943 | ↘1753 | ↗3994 | ↗5413 | ↗6025 | ↗6284 | ↗8795 |
| 1992  | 1996    | 1998    | 2000    | 2001    | 2002  | 2003  | 2005  | 2006  | 2007  | 2008  | 2009  |
| ↗9800 | ↗10 200 | →10 200 | ↘10 100 | →10 100 | ↘9893 | ↗9900 | ↘9700 | →9700 | ↘9600 | →9600 | ↗9636 |
| 2010  | 2011    | 2012    | 2013    | 2014    | 2015  | 2016  | 2017  | 2018  | 2019  | 2020  | 2021  |
| ↗9660 | ↘9627   | ↘9560   | ↘9551   | ↘9441   | ↘9353 | ↘9267 | ↗9302 | ↘9101 | ↘9070 | ↗9181 | ↗9918 |
| 2023  |         |         |         |         |       |       |       |       |       |       |       |
| ↘9791 |         |         |         |         |       |       |       |       |       |       |       |

На 1 января 2025 года по численности населения город находился на 921-м месте из 1124 городов Российской Федерации.
Национальный состав
По итогам переписи населения 2020 года проживали следующие национальности (национальности менее 0,1 % и другое, см. в сноске к строке «Другие»):
| Национальность | Численность, чел. | Доля     |
| -------------- | ----------------- | -------- |
| Русские        | 8974              | 90,48 %  |
| Армяне         | 132               | 1,33 %   |
| Таджики        | 113               | 1,14 %   |
| Украинцы       | 97                | 0,98 %   |
| Татары         | 36                | 0,36 %   |
| Узбеки         | 31                | 0,31 %   |
| Азербайджанцы  | 29                | 0,29 %   |
| Молдаване      | 28                | 0,28 %   |
| Немцы          | 18                | 0,18 %   |
| Белорусы       | 16                | 0,16 %   |
| Чеченцы        | 12                | 0,12 %   |
| Греки          | 10                | 0,10 %   |
| Другие         | 422               | 4,27 %   |
| Итого          | 9918              | 100,00 % |

## Органы власти
В Тарусе находятся законодательные, исполнительные и судебные органы власти как города Таруса, так и Тарусского района.

### Местное самоуправление
Городская администрация и городская дума муниципального образования «Город Таруса» расположены в здании на улице Розы Люксембург.

### Районные
Администрация Тарусского района, Районное собрание депутатов и избирательная комиссия Тарусского района Находится в здании на площади Ленина, д. 3.
Первой инстанцией при рассмотрении уголовных и гражданских дел в Тарусе является судебный участок № 44 Жуковского судебного района, где судит мировой судья. Находится на улице Октябрьская, д. 3а. Тарусский район входит в юрисдикцию Жуковского районного суда Калужской области. Тарусский районный суд был упразднён в июне 2010 года. Теперь в том же здании на улице Ленина, д. 59 Жуковский районный суд.

### Областные
В Законодательном собрании Калужской области Тарусский район представляет депутат, избранный по округу 19. Однако в округ также входит часть Калуги, где проживает большинство избирателей, и частично Малоярославецкий район. На выборах в сентябре 2020 года депутатом избрана Татьяна Дроздова (Единая Россия).

## Службы

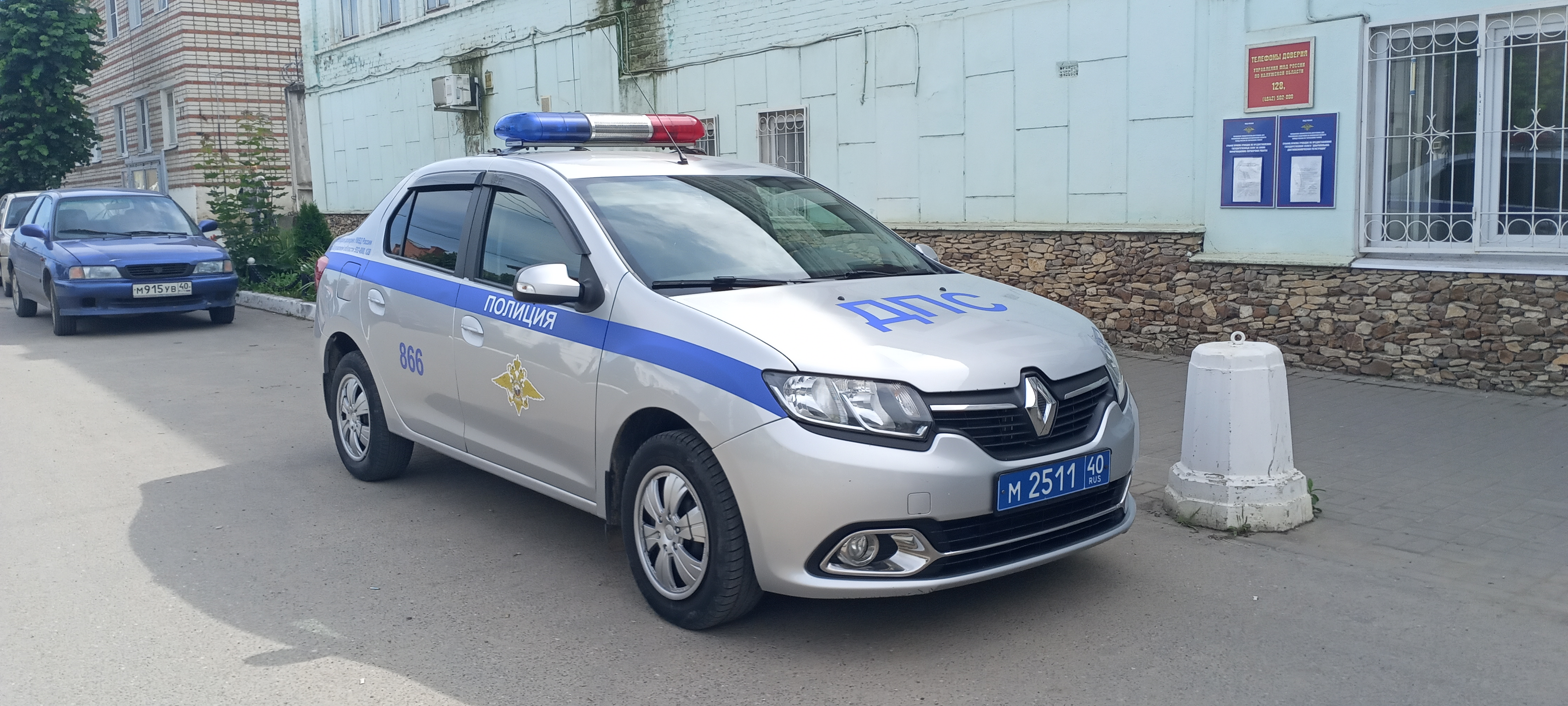
Автомобиль полиции перед зданием ОМВД.

Отделение МВД РФ по Тарусскому району (полиции) располагается по улице Октябрьская, д. 8.
В городе действует одна пожарная часть № 24, расположенная в центре города рядом с автостанцией. Запланирован её перенос.

## Экономика

### Предприятия
- Тарусская дизайн-студия художественной вышивки, производит современную женскую одежду с элементами ручной традиционной тарусской перевити.
- Фабрика «Художественная вышивка», создана на базе Тарусской артели вышивальщиц, основанной в 1924 году.
- ЗАО «Строительная керамика» (кирпич)
- Завод НИИ художественных промыслов (керамика) (ныне — ООО «НХП — Тарусский Художник») основан в 1974 году.
- Магазин-салон художественных промыслов «Ксюша», керамика, живопись, берёста, изделия из дерева и т. д.
- Специальное конструкторское бюро космического приборостроения Института космических исследований РАН
- ООО «КБ интегрированных систем» — группа частных компаний в области создания высокоточного стрелкового оружия и робототехники[74].
- Пивоварня «Тарусский гусь»[75]

### Туризм
Дом отдыха «Серебряный век» (ранее Дом отдыха был известен как санаторий имени Куйбышева, а ныне реконструирован и частично отстроен заново).
На городской набережной на берегу Оки работает пансионат «Якорь».
В Тарусе расположен загородный СПА-отель Welna Eco Spa Resort.

## Транспорт
Транспортное сообщение с Москвой, Серпуховом и Калугой — автомобильное.
С железнодорожной станцией Серпухов организовано регулярное автобусное сообщение. Ходят автобусы до города Протвино (30 км), Серпухов (35 км) и Калуги (70 км). Город находится в 20 км от железнодорожной станции Тарусская, однако какое-либо сообщение с ней отсутствует, дорог к ней нет. Ближайшей к Тарусе доступной по автодорогам железнодорожной станцией является станция Серпухов. В 41 км от города находится железнодорожная станция Ферзиково.
Транспортное сообщение по реке Оке используется слабо, в основном в туристических целях.

## Образование

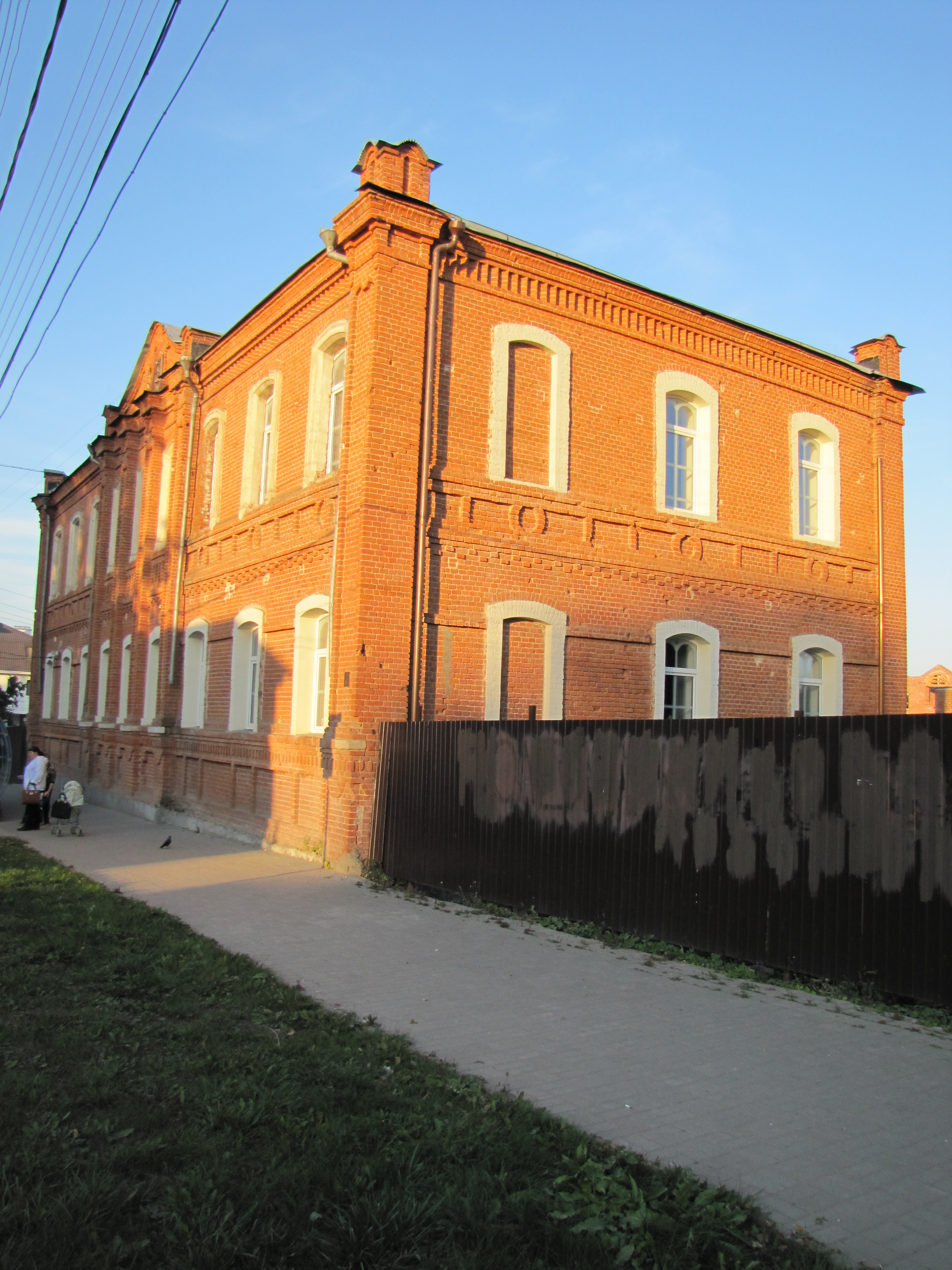
Тарусская школа искусств.

В городе действуют две средние общеобразовательные школы: МБОУ ТСШ № 1 и МБОУ ТСШ № 2.
Среднее профессиональное образование предоставляет профессиональный лицей № 34. Действует с 1968 года, готовит по специальностям: пожарный, швея, столяр, повар, продавец, автомеханик, секретарь, штукатур.
Дополнительное образование детям в области музыки и художественного творчества предоставляет Тарусская школа искусств. Школа находится в историческом здании бывшей земской больницы.

## Здравоохранение
Тарусская больница «ЦРБ Тарусского района».
В городе действует российско-швейцарский благотворительный фонд «Радуга Тарусская». Основатель — швейцарец Йорг Дусс. Основная направленность фонда — помощь детям, одиноким старикам, инвалидам, сиротам. Фонд финансируется из добровольных пожертвований граждан Швейцарии и России.

## Культура
Работают взрослая и детская библиотеки.
Киноконцертный зал (бывший кинотеатр «Мир»)

### Музеи
- Музей семьи Цветаевых[77].

- Картинная галерея.

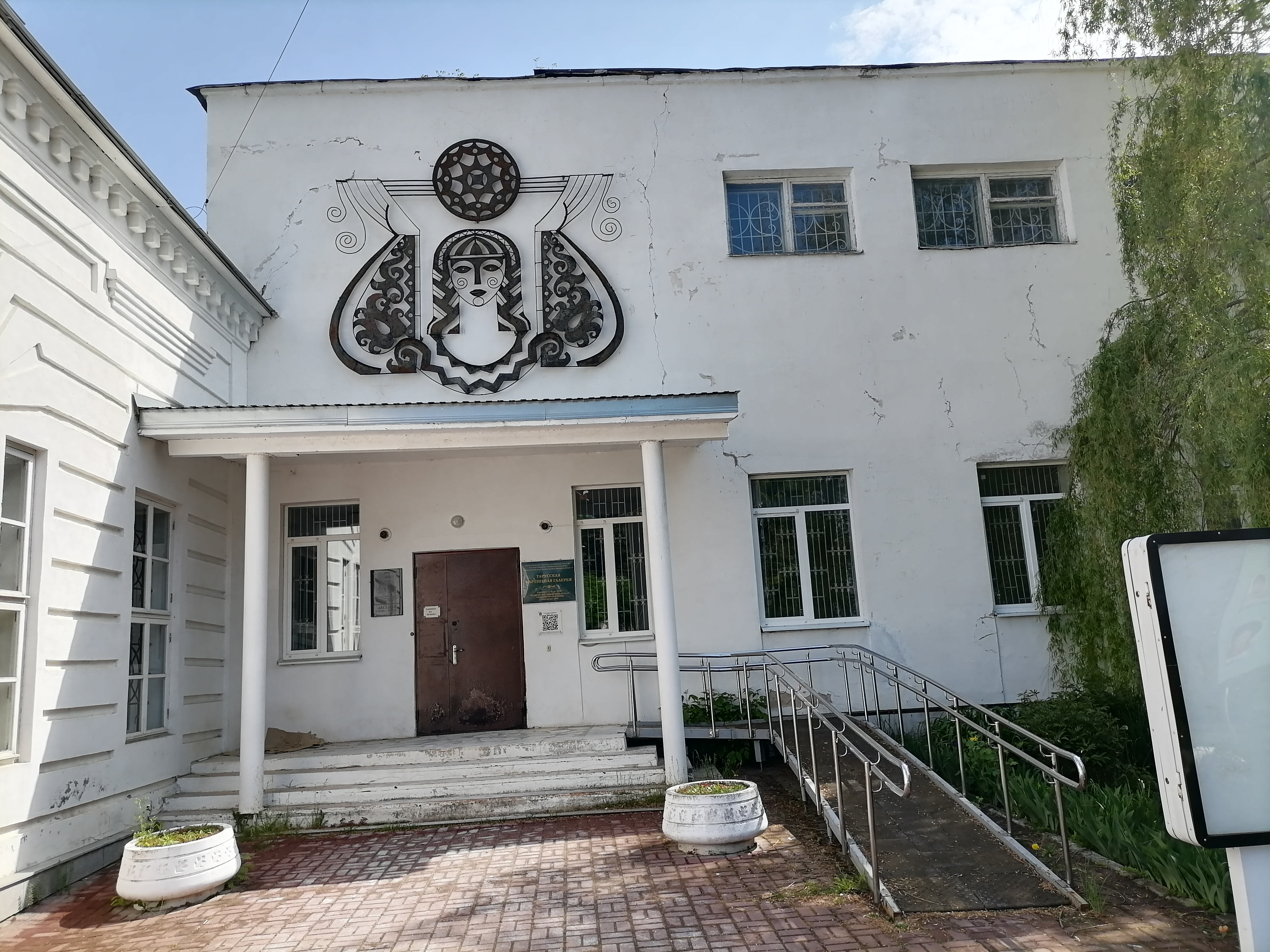
Картинная галерея

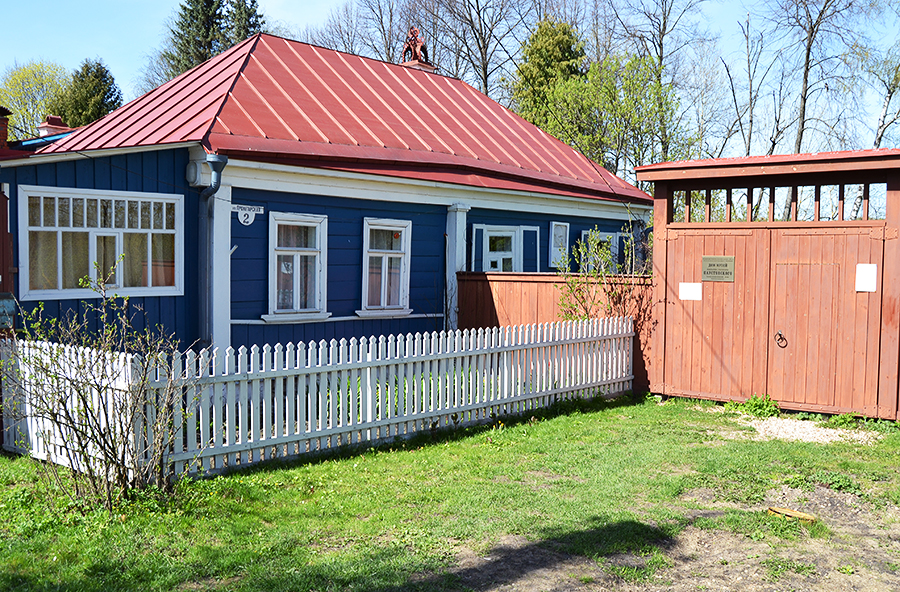
Дом-музей К. Г. Паустовского

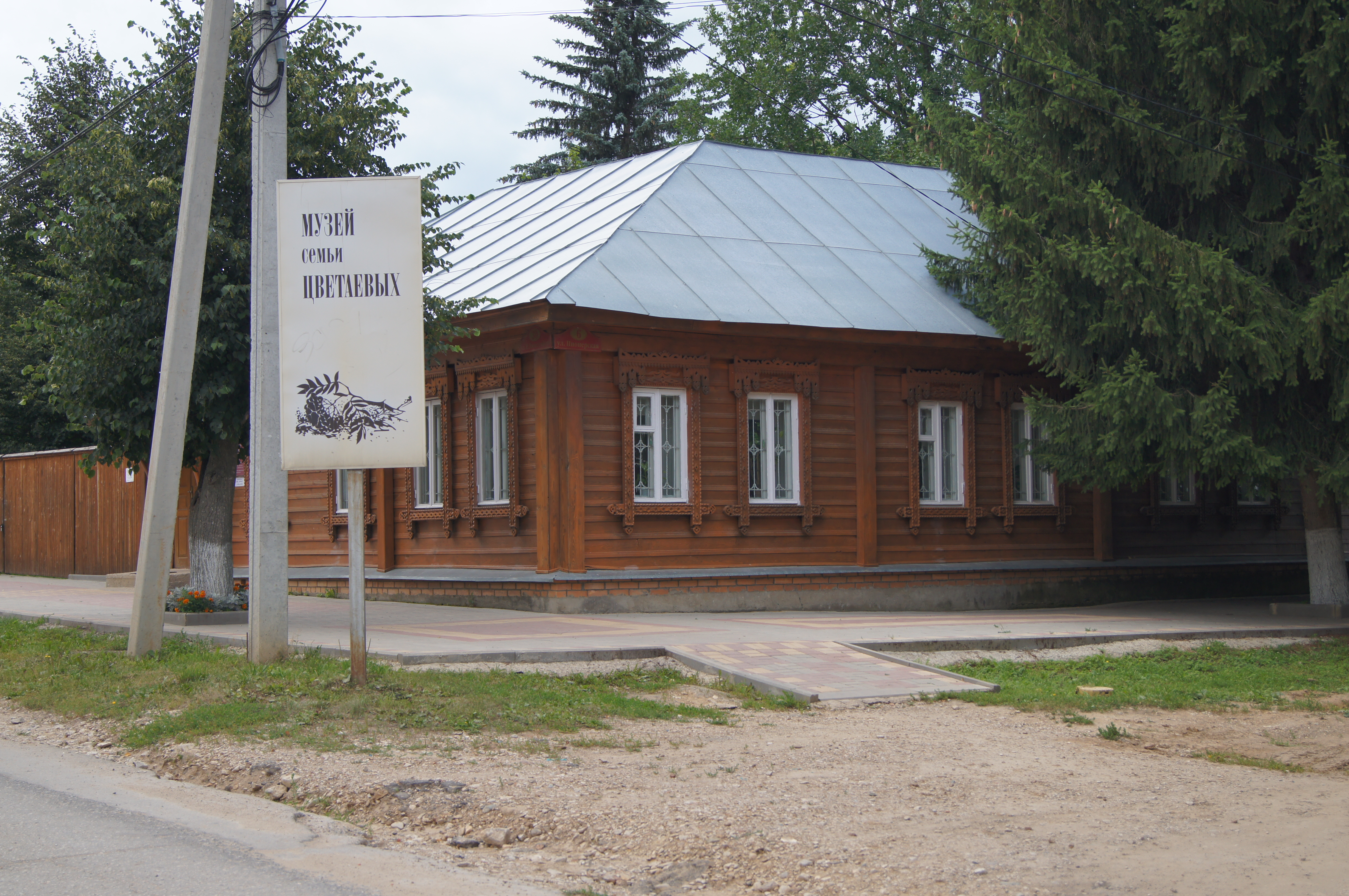
Музей семьи Цветаевых

- Музейно-краеведческий центр «Дом Позняковых». Открыт в декабре 1988 года в бывшем доме купцов Позняковых; памятнике архитектуры XIX века. Ныне действующая экспозиция открыта в 1995 году. Филиал Калужского областного краеведческого музея[78].
- Мемориальный дом-музей К. Г. Паустовского.
- Музей-мастерская П. И. Бондаренко
- Дом-музей Н. П. Ракицкого
- Музей-мастерская Эдуарда Штейнберга[79] (ул. Паустовского, 15)[80].
- Выставка изделий из металлолома, выставка утюгов, фотовыставка (частный музей С. Жарова[81]; ул. Шмидта, 11а).

### Мероприятия
- Музыкальный Фестиваль Фонда Святослава Рихтера — дважды в год
- «Таруса» — фестиваль российских аниматоров; до 2001 — Открытый российский фестиваль анимационного кино
- Летом проходят выставки художников «Москва — Таруса»[82].
- До 2006 года вблизи Тарусы проходили «Пустые холмы»
- Международный фестиваль телевизионных фильмов и программ «Берега» — ноябрь, декабрь.
- «Цветаевские чтения». Проводятся один раз в два года[83] в первое воскресенье октября. Приезжают литературоведы и писатели. По итогам чтений выпускается сборник докладов, сообщений и тезисов[83].
- Детский фестиваль «Петухи и Гуси в городе Тарусе» проводится ежегодно в середине июня.
- День города Тарусы. Проводится ежегодно 12 июля в День святых апостолов Петра и Павла.

## Религия
В городе находятся две церкви Русской Православной Церкви, относящиеся к 6-му благочинию (округу), куда входят Ферзиковский и Тарусский районы Калужской епархии. Восстановлен и является действующим храм в честь Воскресения Христова, ул. Ефремова, 7. Собор в честь апостолов Петра и Павла восстанавливается.
Родник под Воскресенской горой, отделённой от центра глубоким Игумновым оврагом, в 2007—2009 годах обустроен верующими как святой источник. Рядом находится часовня в честь Боголюбской иконы Божьей Матери (в 1848 году избавившей горожан от бедствий, связанных со свирепствующей вблизи Тарусы холерой) и купальня. Ещё одна часовня в честь Сергия Радонежского расположена на старом кладбище.
В близлежащих сёлах восстанавливаются или находятся в разрушенном состоянии ещё 19 храмов.

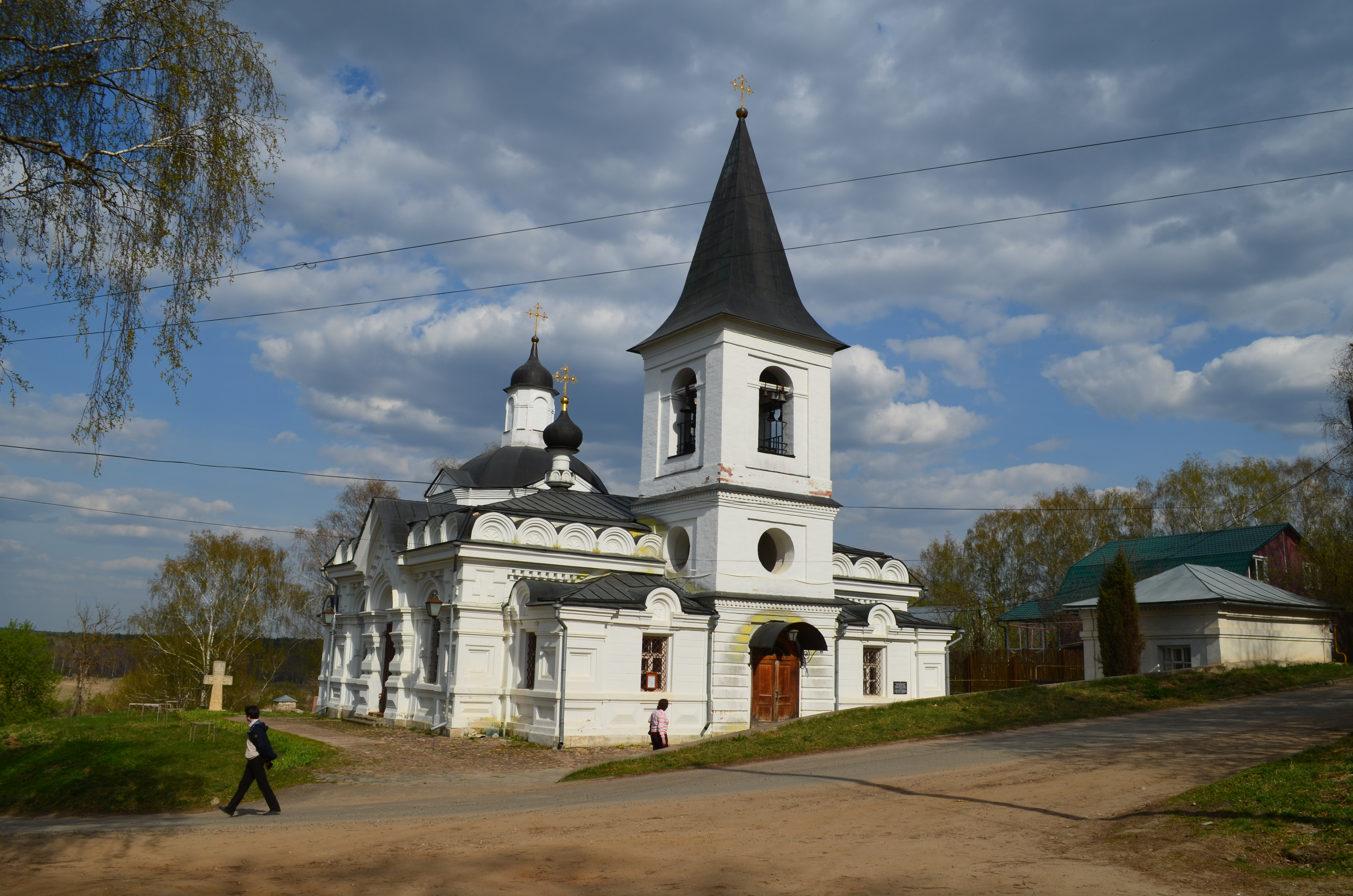
Храм Воскресения Христова
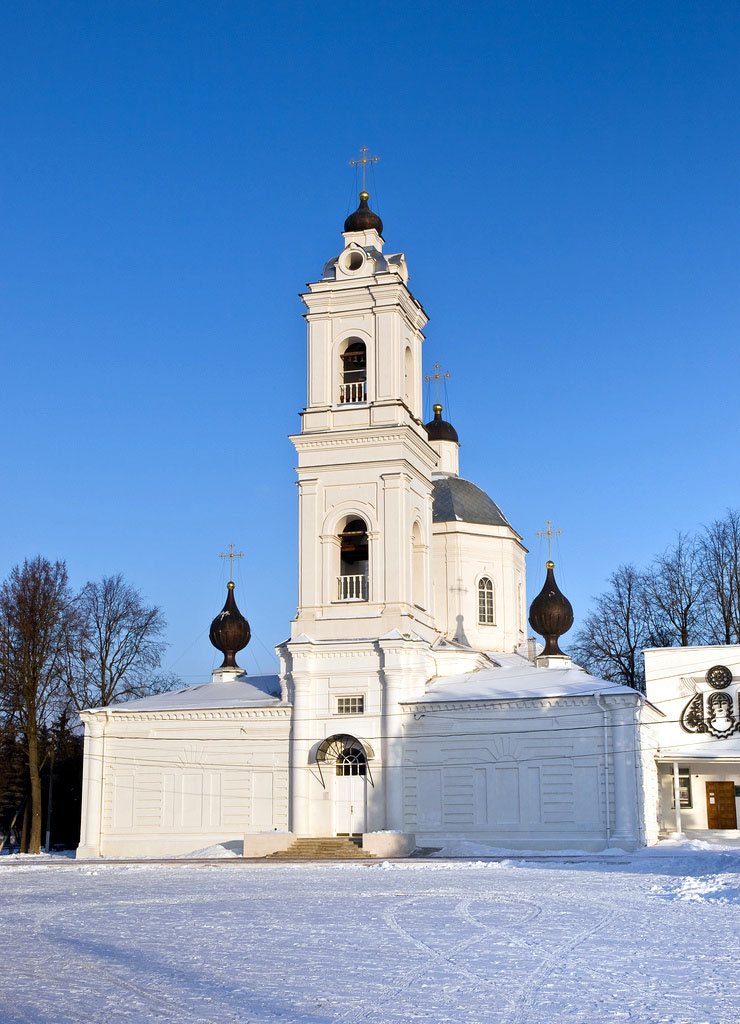
Собор Петра и Павла
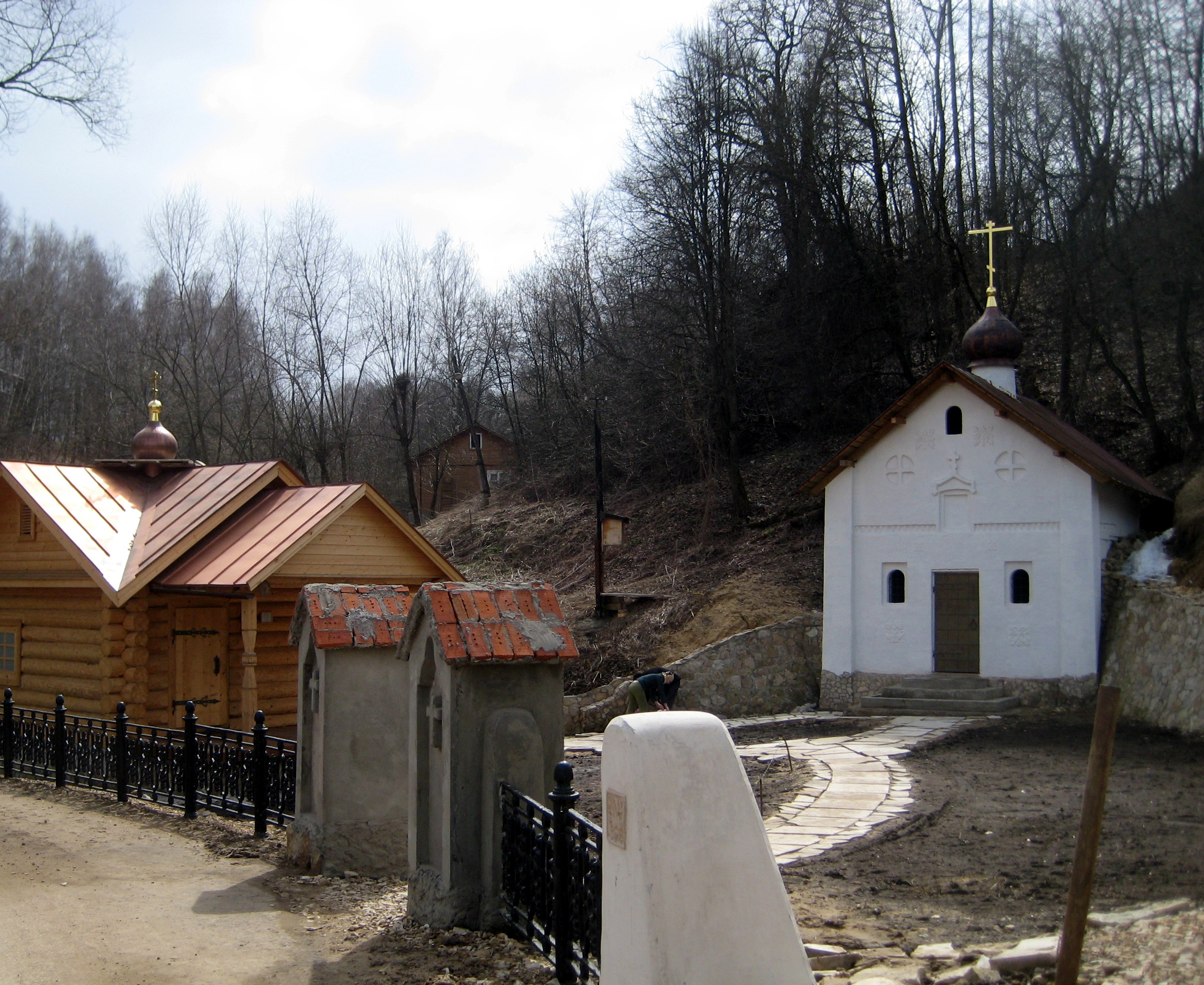
Святой источник под Воскресенской горой с часовней Боголюбской Богоматери и купальней

## Достопримечательности

### Архитектура

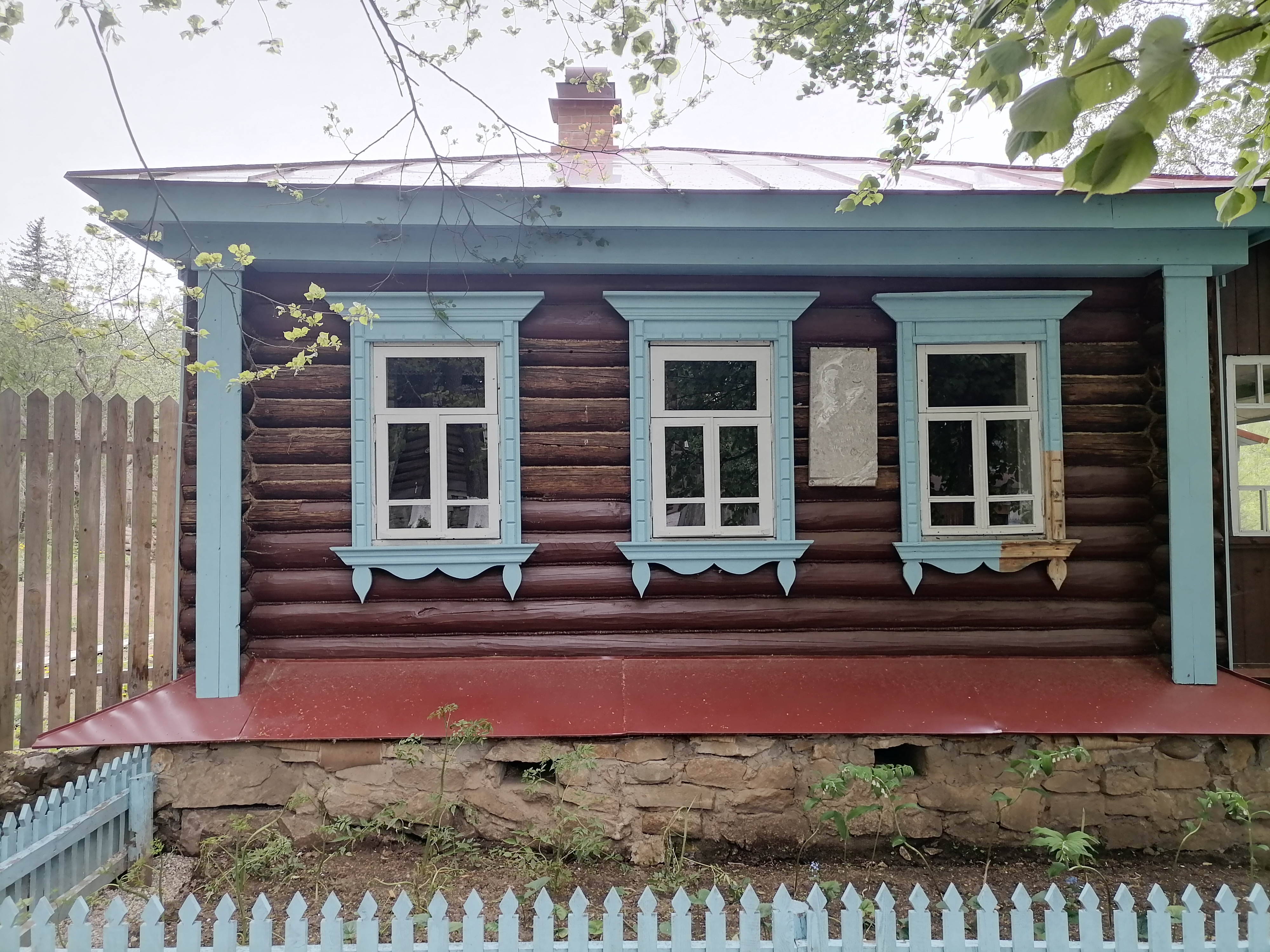
Дом Н. Заболоцкого

- Собор Петра и Павла с трёхъярусной колокольней[85] (1758—1789). Был построен на средства Екатерины II в 1790 году на месте пострадавшего от пожара в 1779 году деревянного Никольского собора. Настоятелем в 1930 году был назначен (и служил до 1933 года) молодой архимандрит Серафим, в будущем епископ Томский[23].
- Храм Воскресения Христова (Воскресенская церковь) на Воскресенской горе, древнейшее сооружение города (1628—1654 гг., перестроена в 1900 году — стилизация в «русском стиле» скрыла подлинные детали и формы бесстолпного четверика храма XVII века). Рядом кладбище, разрушенное в годы Советской власти.
- Никольская церковь (XVIII век)
- Рядовая городская застройка XIX в.
- Бывшее здание соляного амбара (конец XVIII — начало XIX вв.), кожевенного склада (XIX в.), гостиного ряда (конец XIX в.), жилые дома конца XIX — начала XX вв/[86].
- Дом Святослава Рихтера.
- Дом поэта Н. А. Заболоцкого (ул. Карла Либкнехта, д. 36), в котором он жил в 1957—1958 гг.

### Памятники, мемориальные доски

Памятник Марине Цветаевой
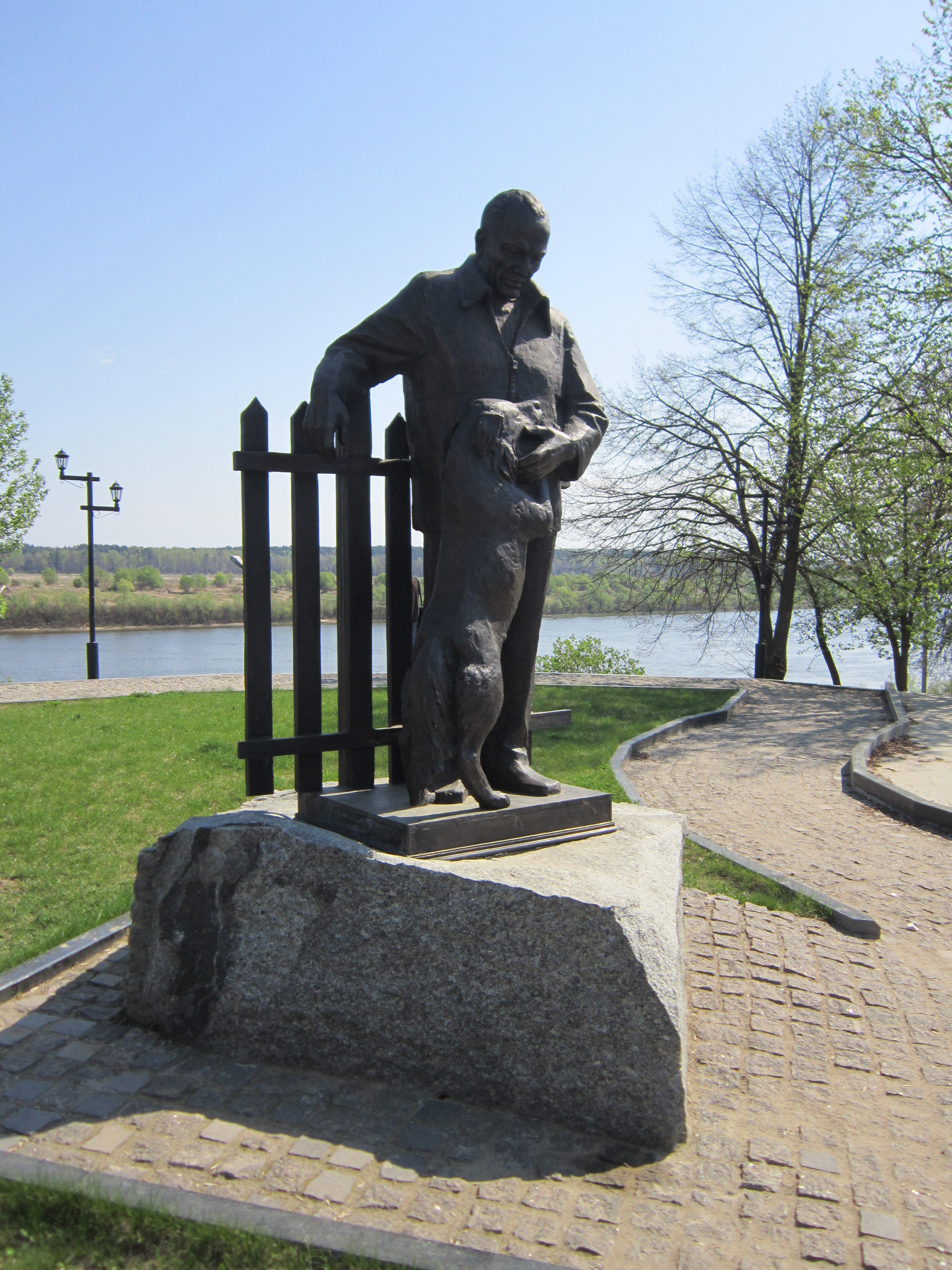
Памятник Константину Паустовскому
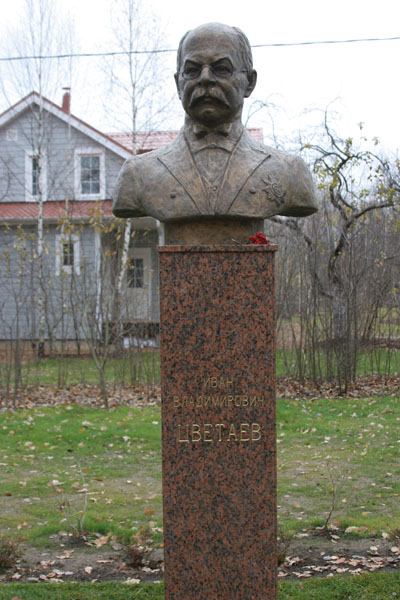
Памятник Ивану Цветаеву
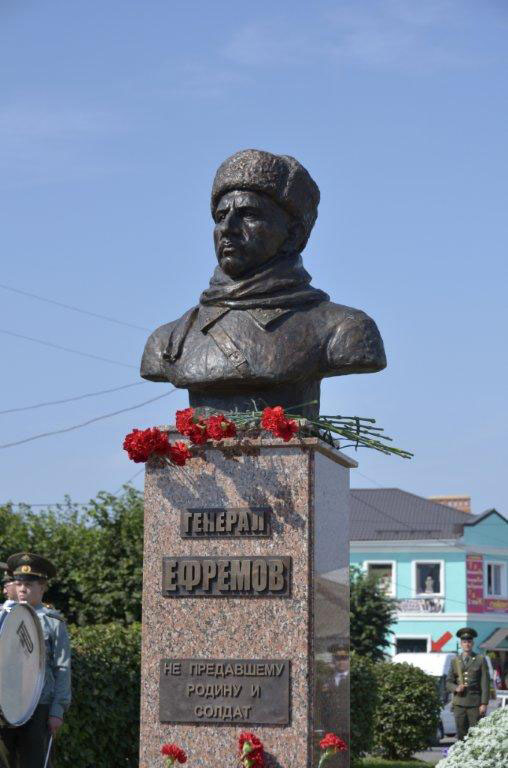
Памятник генералу М. Г. Ефремову
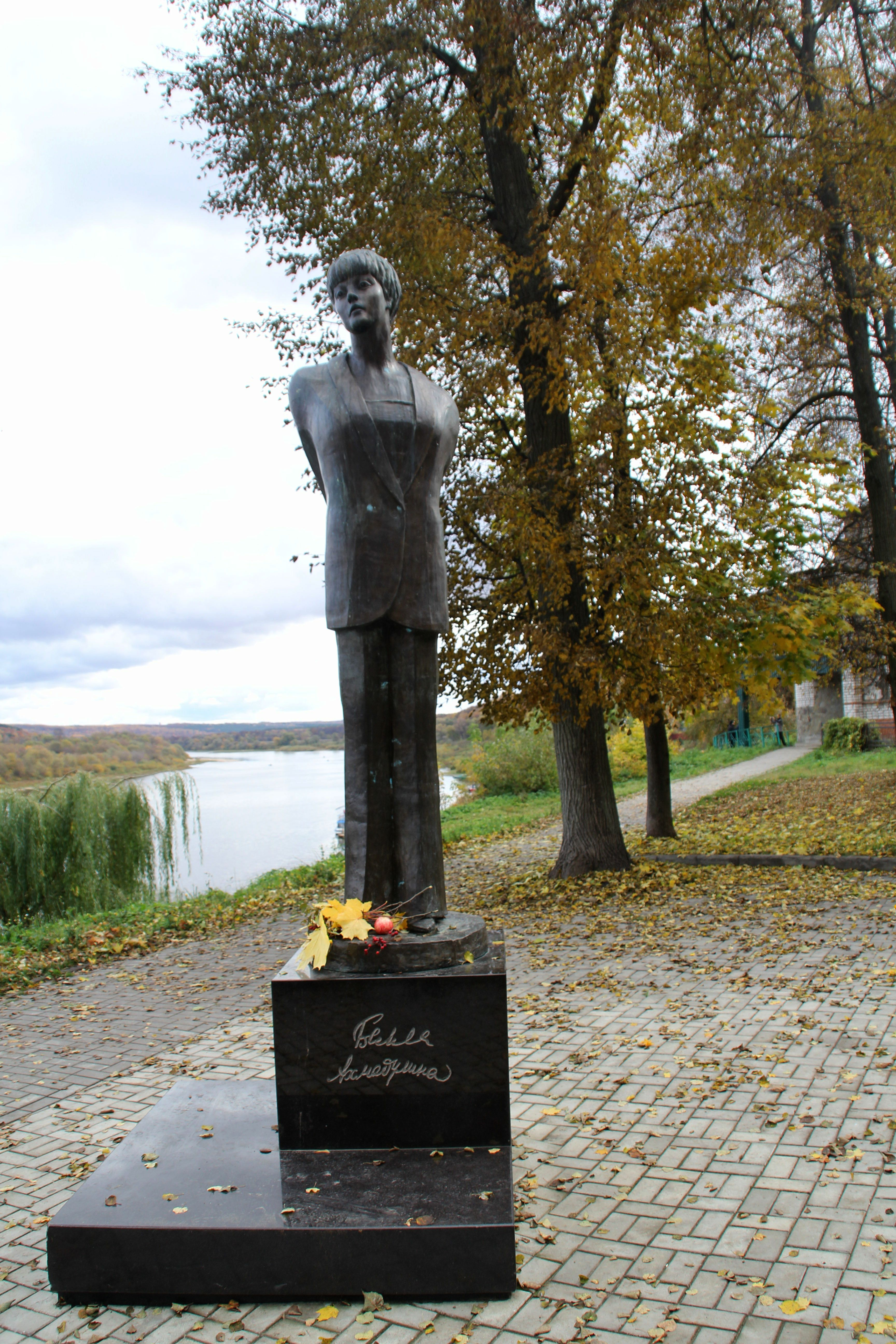
Памятник Белле Ахмадулиной
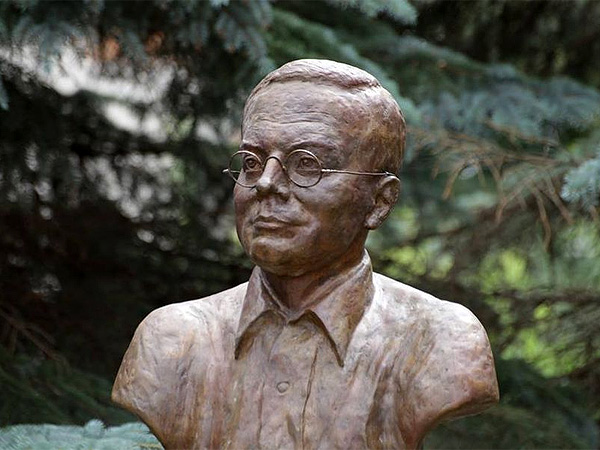
Памятник Николаю Заболоцкому

#### Памятники
- Памятник «Спящий мальчик» на могиле В. Борисова-Мусатова. Открыт в 1910 году (попечением А. Матвеева)
- Памятник В. И. Ленину. Открыт в 1962 году (попечением П. Бондаренко)
- Памятник М. И. Цветаевой. Открыт в октябре 2006 года.(попечением Б. Мессерера и Б. Ахмадулиной)
- Памятник И. В. Цветаеву. Открыт в октябре 2010 года (попечением А. В. Щипкова и Л. Щипковой, скульптор Александр Казачок)
- Памятник генералу М. Г. Ефремову. Открыт в августе 2011 года. (попечением А. В. Щипкова и Л. Щипковой, скульптор Александр Казачок)
- Памятник К. Г. Паустовскому. Открыт в августе 2012 года. (попечением В. Церковникова)
- Памятник Б. А. Ахмадулиной. Открыт в сентябре 2013 года[87][88] (попечением Б. А. Мессерера)
- Памятник Н. А. Заболоцкому (угол улиц Карла Либкнехта и Луначарского). Открыт в июле 2015 года (попечением А. В. Щипкова и Л. Щипковой, скульптор Александр Казачок)[89]
- Памятник Е. О. Мухину. Открыт 9 июля 2016 года. (попечением М. Кононова)
- Памятный знак «101 километр», установлен 12 августа 2018 года. Таруса, д. Строитель

В разные годы в Тарусе администрацией проводились мероприятия по увековечению памяти уроженца города генерал-лейтенанта М. Г. Ефремова (1897—1942). В 1967 году в честь семидесятилетия военачальника Тарусской средней школе № 1 было присвоено имя М. Г. Ефремова, а в школе открыт музей. Также в его честь названа одна из улиц города. В августе 2011 года на площади возле Петропавловского собора установлен бронзовый бюст М. Г. Ефремова В апреле 2014 года имя Ефремова было присвоено избирательному участку, расположенному в школе № 1.

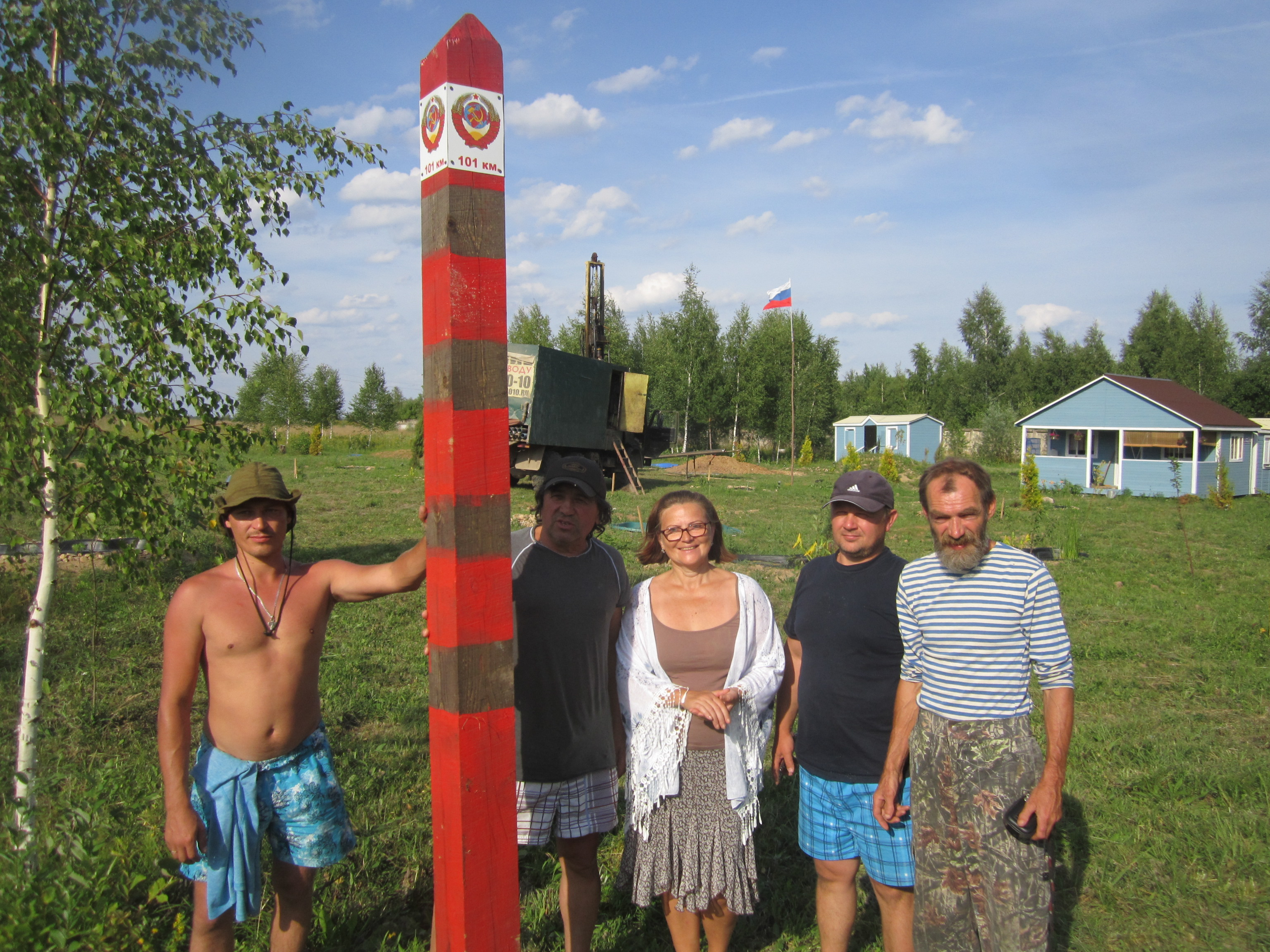
Памятный знак «101 км» в деревне Строитель.

12 августа 2018 года в день строителя, в деревне Строитель Тарусского района благотворительный фонд «Природа и дети» установил памятный знак «101 км».

#### Мемориалы

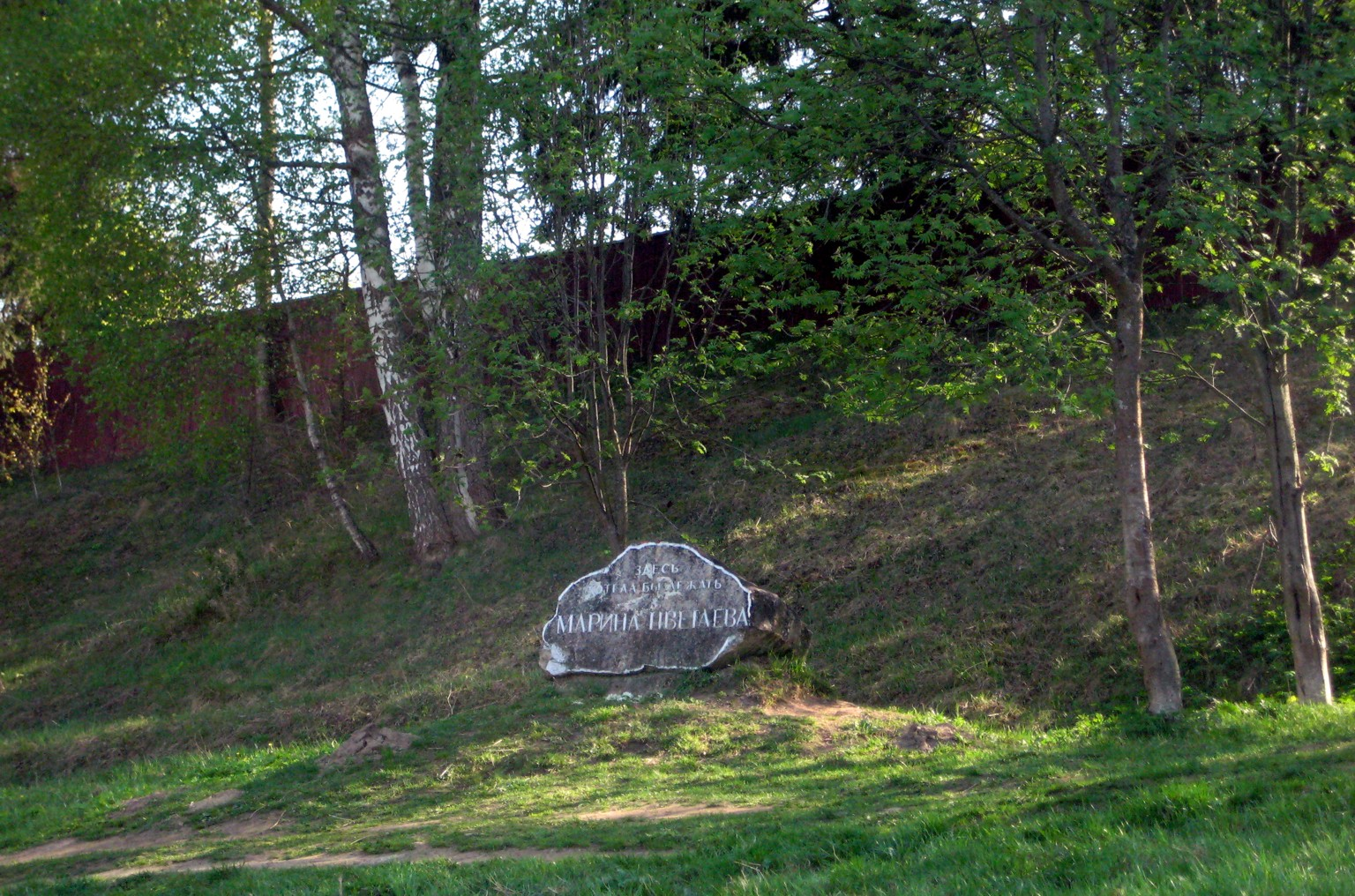
Кенотаф Марины Цветаевой.

- Кенотаф Марины Цветаевой. С этого места видно впадение реки Тарусы в Оку и противоположный тульский берег с Троицким храмом в селе Бёхово.
- «Надгробие В. Э. Борисову-Мусатову» работы скульптора А. Т. Матвеева[94].

#### Мемориальные доски
- Академик Виноградов А. К.; ул. Шмидта, 2/20.
- Богданов Н. В.; ул. Шмидта, 2/20.
- Заболоцкий Н. А.; ул. Тарусская, 36. (Попечением С. Е. Михеенкова и В. В. Сударенкова).
- Петров В. Н., заслуженный врач Российской Федерации; ул. Тарусская, 16.[95]

### Кладбища

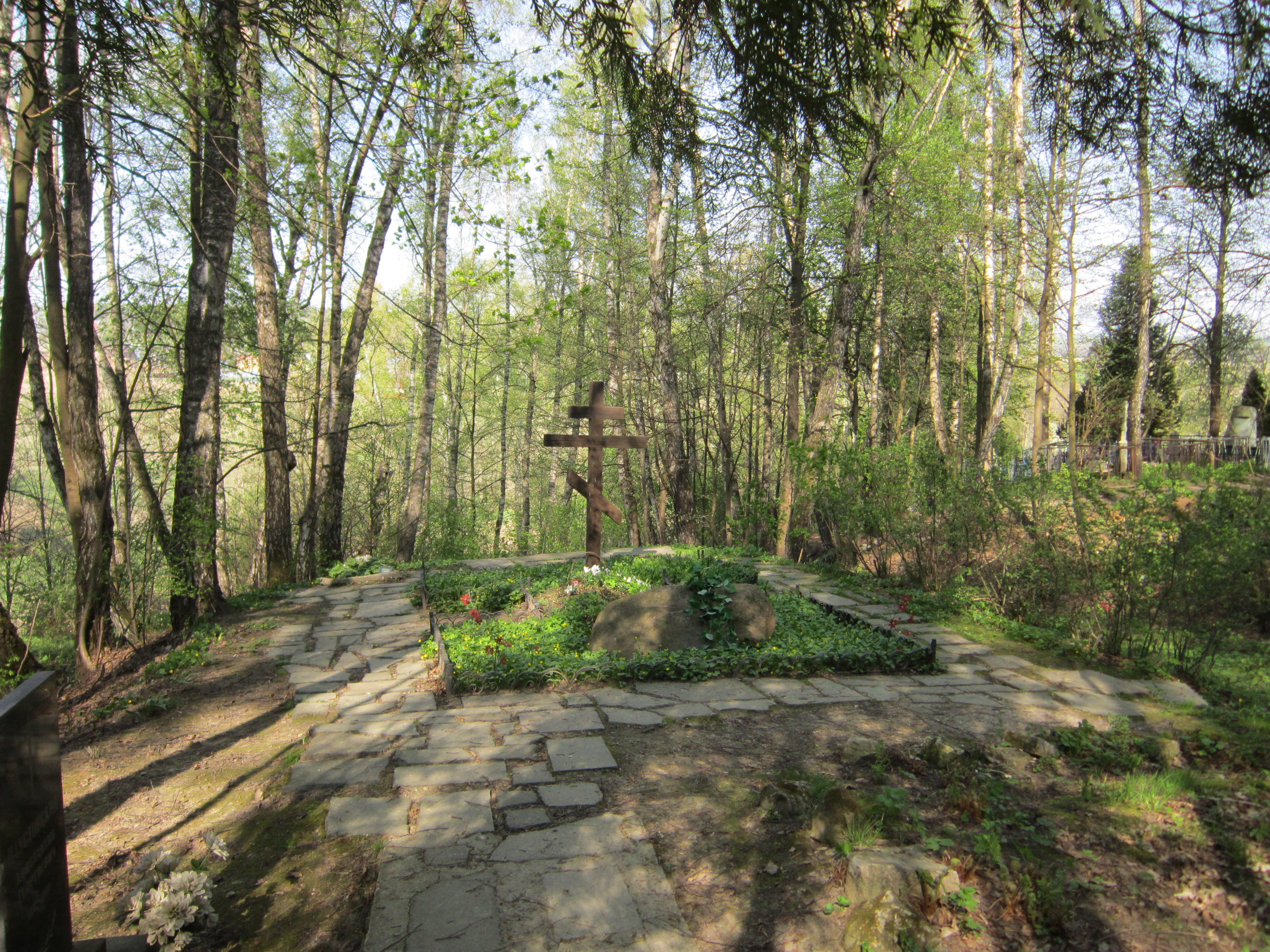
Могила Паустовского

На старом городском кладбище (ул. Розы Люксембург) похоронены деятели русской культуры, из наиболее известных — Константин Паустовский, писатели А. И. Шеметов, С. А. Крутилин, Н. В. Богданов, Г. И. Грановский, Н. Д. Поташинский (Оттен), Е. М. Голышева; художники и скульпторы — Д. В. Горлов, В. А. Ватагин, И. В. Ватагина, В. В. Журавлев, Н. В. Крандиевская, А. Л. Ржевская, Э. Е. Мазнев, В. В. Фаворская, И. И. Чекмазов, Ю. Б. Щербаков, С. А. Цветков, Ариадна Эфрон (дочь Марины Цветаевой).
Новое городское кладбище открыто в южной части города (ул. Горького)

### Природные достопримечательности
- Игумнов овраг

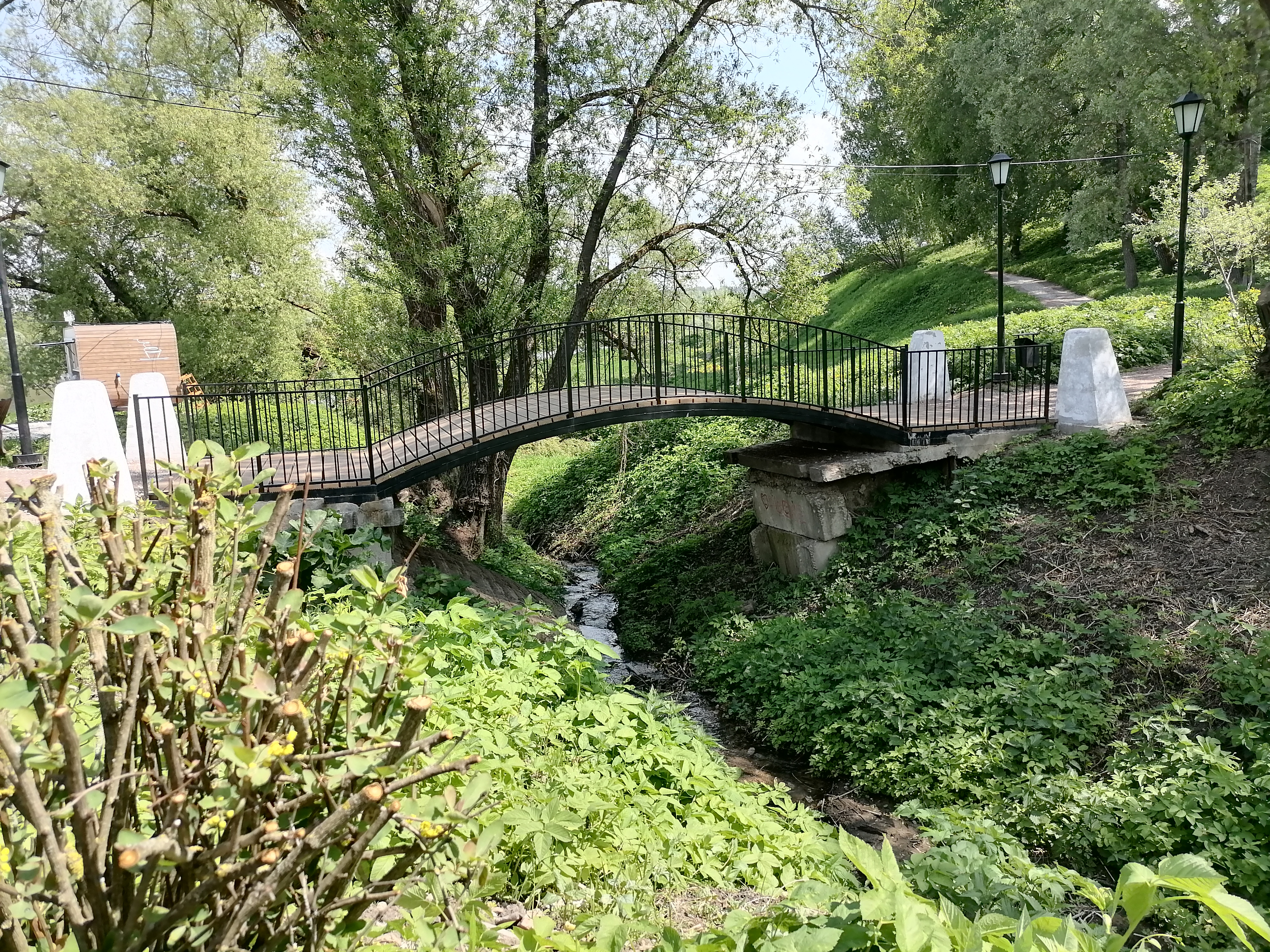
Мост и ручей в Игумновом овраге

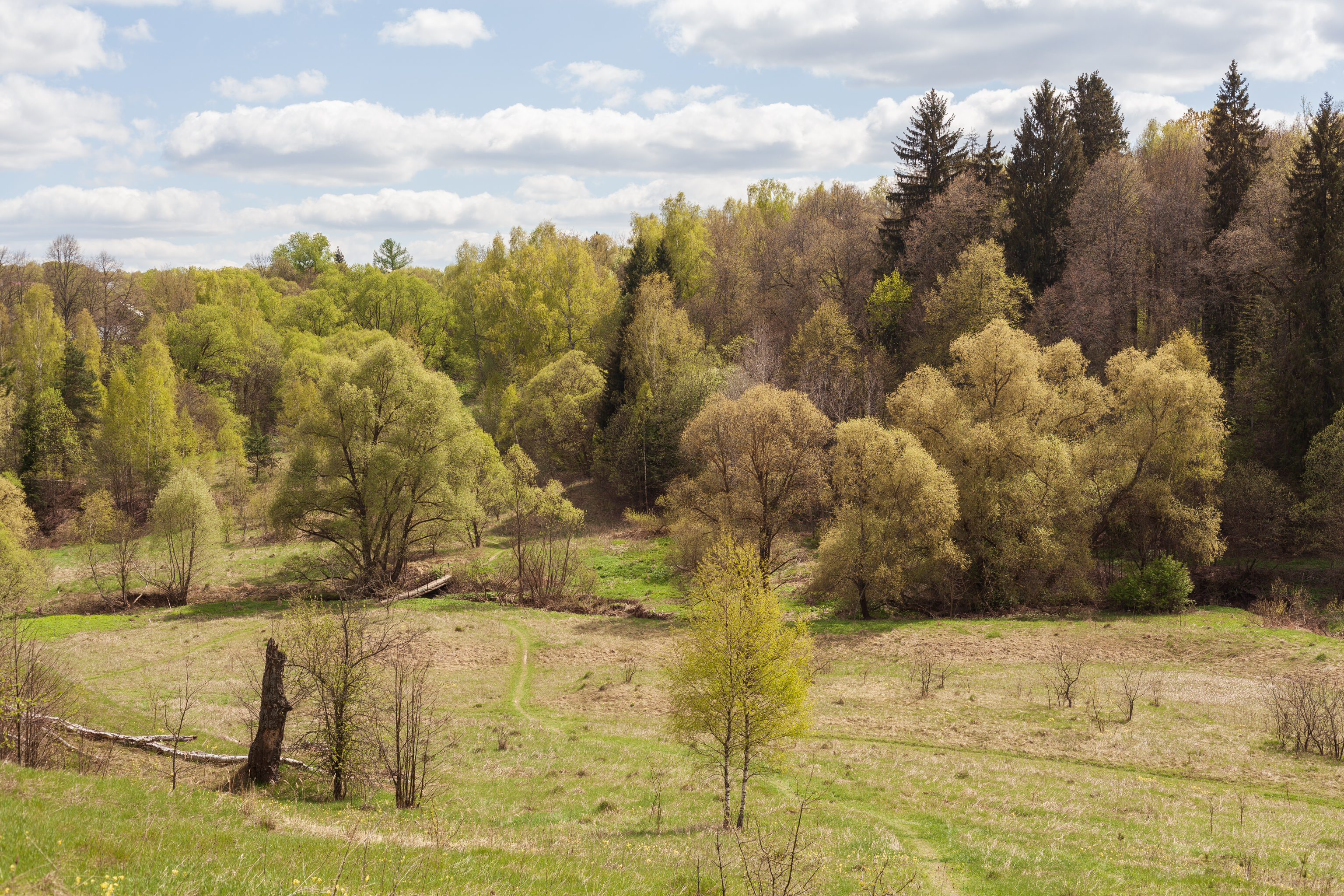
Долина Грёз (Почуевская долина)

- Долина Грёз (она же Почуевская долина) — длинный овраг на южной окраине Тарусы, на высоком левом берегу Оки, который Марина Цветаева, по словам местных жителей, окрестила Долиной Грёз[98]. На это место положили глаз уфологи, объявившие его аномалией[21].
- Существуют легенды о подземных тоннелях и ходах в каменистых известняковых берегах под Тарусой. Существование подобной возможности подтверждают фотографии местных энтузиастов[99][100].

## Окрестности
- В селе Игнатовское[101] — бывшая усадьба Перцовых (1847).
- В селе Роща — церковь Знамения (1759), в селе Введенье — Введенская церковь (1886).
- На противоположном берегу Оки, на расстоянии 4 км (в Заокском районе Тульской области) расположен музей-усадьба В. Д. Поленова «Поленово», бывш. Борок.
- Имение Хитрово — Истомино[102]

## Известные жители города
- Михеенков Сергей Егорович (род. 22 ноября 1955) — писатель, историк, биограф маршалов Советского Союза Г. К. Жукова, К. К. Рокоссовского, И. С. Конева и великой русской певицы Лидии Руслановой, автор литературного путеводителя по Тарусе, лауреат литературной премии им. В. С. Пикуля и других, Почётный гражданин Тарусского района (2015).
- Сахаров, Михаил Владимирович (1951—2015), геодезист и интеллектуальный знаток (Своя игра).

### Почётные граждане города[103]
- Амелин Георгий Иванович, Герой Советского Союза (1946), лётчик.
- Арутюнов Николай Михайлович, первый общественный директор Тарусского краеведческого музея. Звание присвоено в 1996 г., лично.
- Богданов Николай Владимирович, старейший писатель, много лет связанный с Тарусой, посвятивший работе с детьми и молодёжью города не один год своей жизни. Звание присвоено решением Городской Думы ГП «Город Таруса» № 19 от 19 июня 2012 г., посмертно.
- Бодров Иван Яковлевич, краевед, автор книг о Тарусе. Звание присвоено в 1996 г., лично.
- Власов Василий Захарович, член-корреспондент АН СССР, профессор, доктор технических наук, учёный в области строительной механики. Звание присвоено решением Городской Думы № 74 от 30.06.2006 г., посмертно.
- Гумилевская Маргарита Николаевна (1895—1985), организатор и художественный руководитель Тарусской артели вышивальщиц с 1924 по 1967 гг., заслуженный деятель искусств России. Звание присвоено в 1996 г., посмертно.
- Даев А. Н. (1853—), учитель Поспешевского училища. (Запись о звании в документах Тарусской уездной земской управы за 1903—1914 гг.)
- Добриян Михаил Борисович, директор СКБ КП ИКИ РАН. Звание присвоено решением Городской Думы ГП «Город Таруса» № 16 от 15.06.2010 г., лично. 11 июля 2014 года в День 768-летия города в улицу имении М. Б. Добрияна был переименован проезд Советский.[104][105]
- Добротворский Иван Зиновьевич, земский врач Тарусского уезда. Запись о присвоении звания за «труд во благо города». Решение городской думы от 30 ноября 1892 г. А. Цветаева в книге «Воспоминания» назвала его «Добрым гением уезда»[106]
- Иванова Людмила Ивановна, народная артистка России, актриса театра и кино. Звание присвоено в 1996 г., лично.
- Крутилин Сергей Андреевич, писатель-фронтовик. Звание присвоено в 2001 году, посмертно, за огромный вклад в развитие Тарусского района.
- Курятников Василий Григорьевич, ветеран Великой Отечественной войны и труда. Звание присвоено решением Городской Думы № 130 от 26.06.2007 г., лично, за активное участие в патриотическом воспитании молодёжи.
- Миронов Павел Васильевич, Герой Советского Союза, генерал-лейтенант, бывший командир 5-й гвардейской стрелковой дивизии. Звание присвоено в 1966 г. за заслуги в разгроме немецко-фашистских войск под Москвой и в освобождении Тарусы от немецких захватчиков, в ознаменовании 25-годовщины освобождения Тарусы.
- Паустовский Константин Георгиевич, писатель. Звание присвоено 30 мая 1967 г., лично, в связи с 75-летием, отмечая участие в культурной и общественной жизни Тарусы.
- Петров Владимир Николаевич, директор Тарусского филиала Калужского областного фонда ОМС, общественный деятель. Заслуженный врач Российской Федерации.[95] Звание присвоено в 2001 г., лично.
- Пивоварова Татьяна Яковлевна, директор Тарусской фабрики художественной вышивки. Звание присвоено в 1996 г., лично.
- Познякова А. А., купчиха, возведена в звание «потомственных почётных граждан» вместе с членами семьи в 1884 г.
- Ракицкий Николай Петрович, учёный-агроном. Звание присвоено в 1967 г., лично, за большие заслуги в создании городской картинной галереи.
- Рихтер Святослав Теофилович, выдающийся музыкант. Звание присвоено в июле 1994 года. [источник не указан 4404 дня]
- Севрюков Николай Михайлович, Герой Советского Союза.
- Смирнов Н. Ф. (1878—), учитель Позняковского земского училища. (Запись о звании в документах Тарусской уездной земской управы за 1903—1914 гг.)
- Фуфаев Валентин Александрович, генеральный директор ЗАО «Трест Коксохиммонтаж», меценат. Звание присвоено решением Городской Думы от 19 июня 2012 г., посмертно.
- Шаблинский Анатолий Афанасьевич, ветеран труда, главный энергетик СКБ КП ИКИ РАН. Звание присвоено в Решением Городской Думы № 73 от 30.06.2006 г., лично.
- Штейнберг Эдуард Аркадиевич, художник, Звание присвоено решением Городской Думы № 117 от 27.02.2007 г., лично, за прославление Тарусской земли и благотворительность.
- Щербаков Вячеслав Викторович, ветеран труда, член Союза журналистов. Звание присвоено решением Городской Думы ГП «Город Таруса» № 16 от 24.06.2011, лично, за большую краеведческую работу с молодёжью.
- Щипков Александр Владимирович, писатель, общественный деятель. Звание присвоено решением Городской Думы ГП «Город Таруса» № 12 от 21 мая 2015 года «за особые заслуги перед г. Тарусой и неоценимый вклад в создание исторического образа города» (установка памятников Ивану Цветаеву, генералу Михаилу Ефремову, Николаю Заболоцкому).

### Герои Советского Союза
- Беляев Владимир Александрович — Герой Советского Союза, гвардии капитан, заместитель командира по политической части 1-го стрелкового батальона 120-го гвардейского стрелкового полка 39-й гвардейской мотострелковой дивизии 8-й гвардейской армии. Родился в 1914 году.

## В искусстве

### Картины

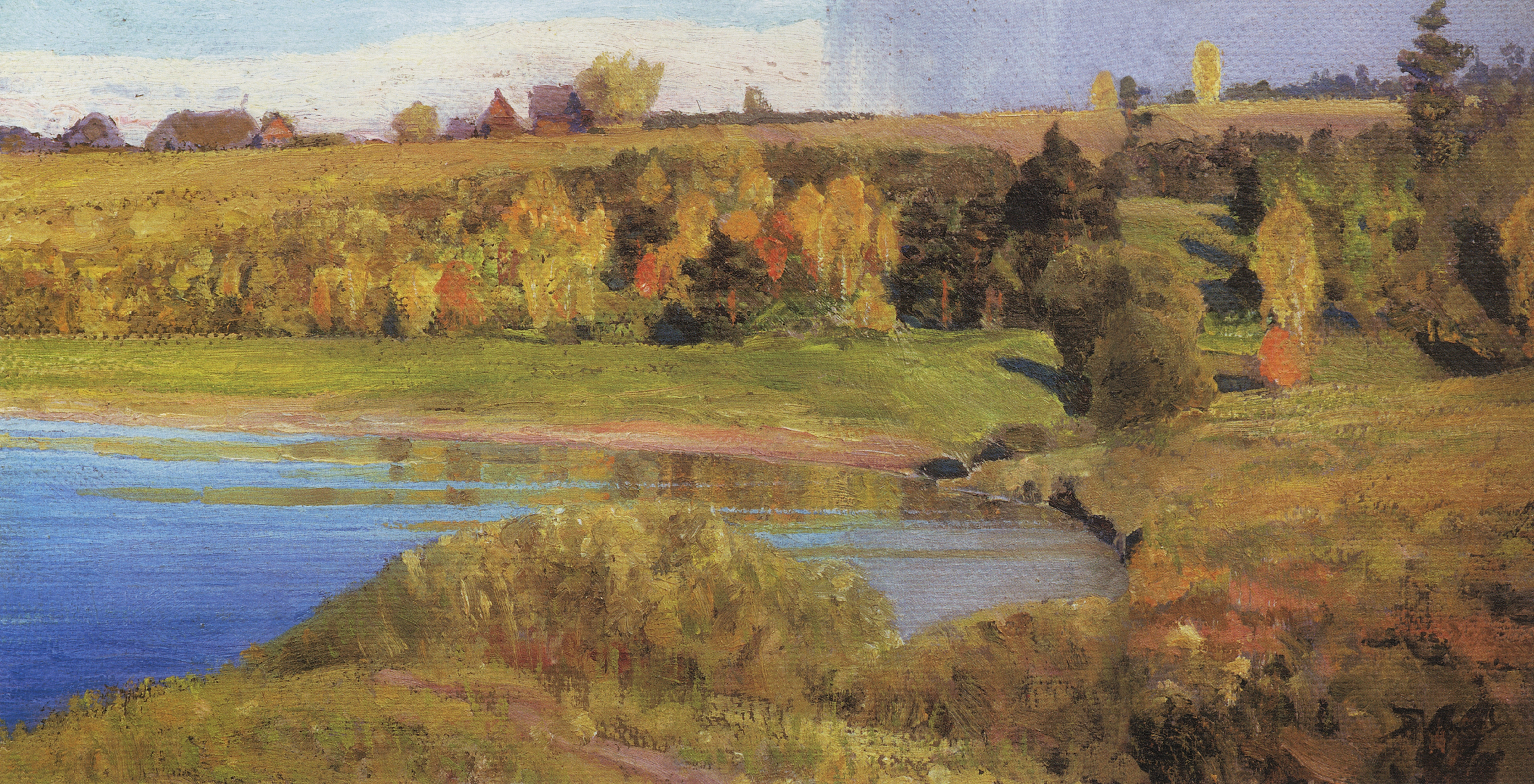
«Ока близ Тарусы». Картина Поленова

- Поленов, картина «Вид на Тарусу», «Ока близ Тарусы», «Река Оять. Таруса»
- Борисов-Мусатов, картина «На балконе. Таруса»
- Картина Эдуарда Штейнберга «Таруса», выставленная на аукционе Сотбис за 20 тыс. фунтов[107]
- Н. П. Крымов «Таруса» (1920), «Домик в Тарусе» (1930), «Таруса» (1933), «Летний день в Тарусе» (1939), «Улица в Тарусе» (1952)[108]

### В литературе
Целый день стирает прачка,

Муж пошёл за водкой.

На крыльце сидит собачка

С маленькой бородкой.

Целый день она таращит

Умные глазёнки,

Если дома кто заплачет —

Заскулит в сторонке.

А кому сегодня плакать

В городе Тарусе?

Есть кому в Тарусе плакать —

Девочке Марусе.

Опротивели Марусе

Петухи да гуси.

Сколько ходит их в Тарусе,

Господи Иисусе!

«Вот бы мне такие перья

Да такие крылья!

Улетела б прямо в дверь я,

Бросилась в ковыль я!

Чтоб глаза мои на свете

Больше не глядели,

Петухи да гуси эти

Больше не галдели!»

Ой, как худо жить Марусе

В городе Тарусе!

Петухи одни да гуси,

Господи Иисусе!
- В Тарусе располагалась когда-то гостиница с экзотическим названием «Леандр». В этой гостинице в жаркий полдень 1916 года А. Н. Толстой услышал от коридорного Василия Ивановича трагикомическую историю замощения тарусской площади, где в луже утонул американец, описанную писателем в очерке «Пути культуры»[109].
- Располагавшееся близ Тарусы богимовское имение было описано Чеховым в рассказе «Дом с мезонином».
- «Ясное утро, не жарко, Лугом бежишь налегке, Медленно тянется барка вниз по Оке» (Марина Цветаева, «Осень в Тарусе»)
- «Ой, как худо жить Марусе в городе Тарусе! Петухи одни да гуси. Господи Иисусе!…» (Заболоцкий).
- Константин Паустовский. «Письма из Тарусы»[110]
- «Взяв меня от меня, уводит туда, по ту сторону, в май Дорога тарусская… Дорога тарусская на наших любимых женщин очень похожа. На этой старой русской земле солнце — вятский павлин…» (Назым Хикмет)
- «Кто жаждет красоты природы, / Кто хочет отдохнуть душой, / Тому советую в Тарусе / Прожить недели три весной». (В. А. Каспари)
- «Когда Земля — потёртый шарик тусклый — / Качнётся, ускользая из-под ног, / Я верю: ты спасёшь меня, Таруса, — / Венец моих исканий и дорог». (Т.Мельникова)
- «Вижу избы тарусские, Комарова снега…» (Александр Розенбаум, «Дорога на Ваганьково»)
- Альманах «Тарусские страницы»[111] (1961), в том числе рассказ М.Цветаевой «Кирилловны» («Хлыстовки») о хлыстовском ските в Тарусе.
- Варлам Шаламов. Стихотворение «Таруса» (1964)[112]
- Майя Муравник. Рассказ «Таруса»
- Владимир Березин. Рассказ «Есть кому сегодня плакать в городе Тарусе»
- Василий Песков. Рассказ «Чаепитие в Тарусе»
- Семён Островский. Стихотворение «Камень» о памятнике Цветаевой.
- Белла Ахмадулина, книга «Таруса» (стихи) с акварелями Бориса Мессерера
- Марченко А. Т. Мои показания; От Тарусы до Чуны; Живи как все / сост. Л. И. Богораз; предисл. Ю. Я. Герчука. — М. : Весть : ВИМО, 1993. — 448 с : 1 л. портр. — (История инакомыслия).
- Сергей Михеенков. Прогулки по Тарусе. Литературный путеводитель. — Калуга, Издательство «золотая аллея», 2012.
- Сергей Михеенков. Кровавый плацдарм. 49-я армия в прорыве под Тарусой и боях на реке Угре. 1941—1945. — М.: Центрполиграф, 2012. — 319 с. — ISBN 978-5-227-03659-9
- Сергей Михеенков. Меч князя Тарусского. Повести. — Калуга, «Золотая аллея», 1998. 320 с. ISBN 5-7111-0181-1
- Щипков А. В. Бронзовый  век  России.  Взгляд  из Тарусы. — СПб.: Русская культура, 2015. — 192 с. — ISBN 978-5-905618-08-6.

### Музыка
- На стихотворение Н. Заболоцкого о Тарусе «Городок» (1958) Владимир Красновский в 1967 году написал ставшую популярной песню.

### Фильмы, снимавшиеся в Тарусе
- «Верные друзья» (1954)[113]
- «Чук и Гек» (1953)[113]
- сериал «Участок» (2003)[113]
- сериал «Громовы»
- некоторые серии телесериала «Дальнобойщики 2»[113]
- «Колыбельная» (1960)[113]
- «На границе»[113]
- «Накануне» (1959)[113]
- «Неуловимая песня»[113]
- «Пакет» (1965)
- «Пржевальский»[источник не указан 4417 дней]
- «РВС»[источник не указан 4417 дней]
- «Сельская учительница» (1947, частично)[113]
- «Ссора в Лукашах» (1959)[113]
- сериал «Заколдованный участок» («Участок-2»)
- «Фома Гордеев» (частично)[113]
- «Нежный Барс»
- «Колхоз Интертаймент» (2002)[113]
- «Синдром Феникса»
- «Чёрт с портфелем»[113]
- «Трава зелена»[113]
- «Отец Сергий» (1978)[113]
- «Девочка ищет отца»[источник не указан 4417 дней]
- «Дом на отшибе»[источник не указан 4417 дней]
- «Марка страны Гонделупы»
- «Буду верной женой»
- «Член правительства» (1939)[113]

- «Чудотворная» (1960), «Братья Карамазовы» (1961), «Половодье», «Встреча на переправе».[113]

- «Времена года», «Дочь партизана», «Семь нот в тишине» (1967), «Лето рядового Дедова», «Однажды осенью» (1988)[113]

## Города-побратимы
Таруса является городом-побратимом для городов:
- Сан-Миньято (итал. San Miniato), Италия (2011)[114][115]

## Топографические карты
- Лист карты N-37-VIII. Масштаб: 1 : 200 000. Указать дату выпуска/состояния местности.